# قائمة الأدوات المستخدمة في طب التوليد والنسائيات

فيما يلي قائمة بالأدوات المستخدمة في طب التوليد والنسائيات:

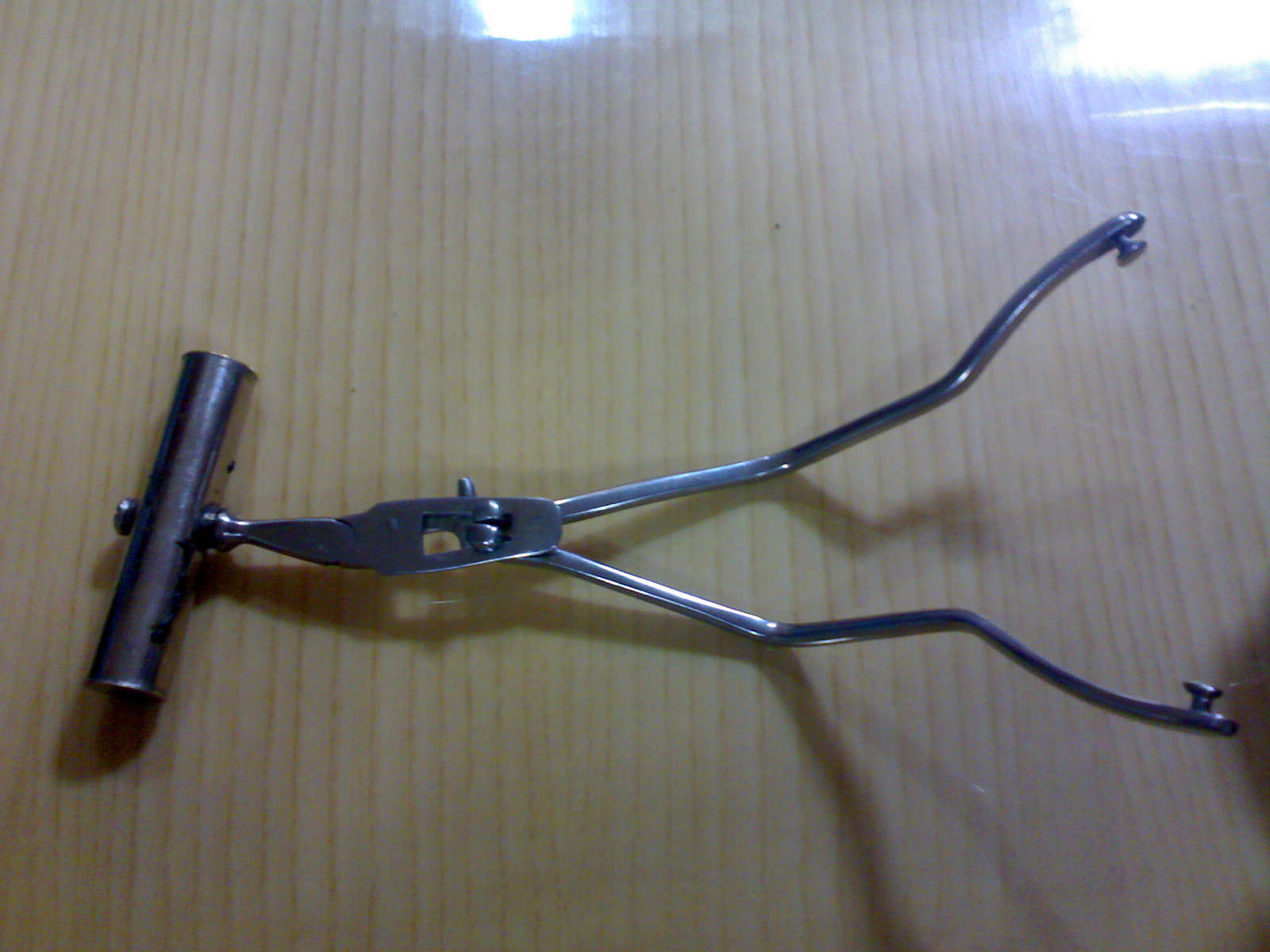
-جهاز محور الجر للولادة بالملقط.
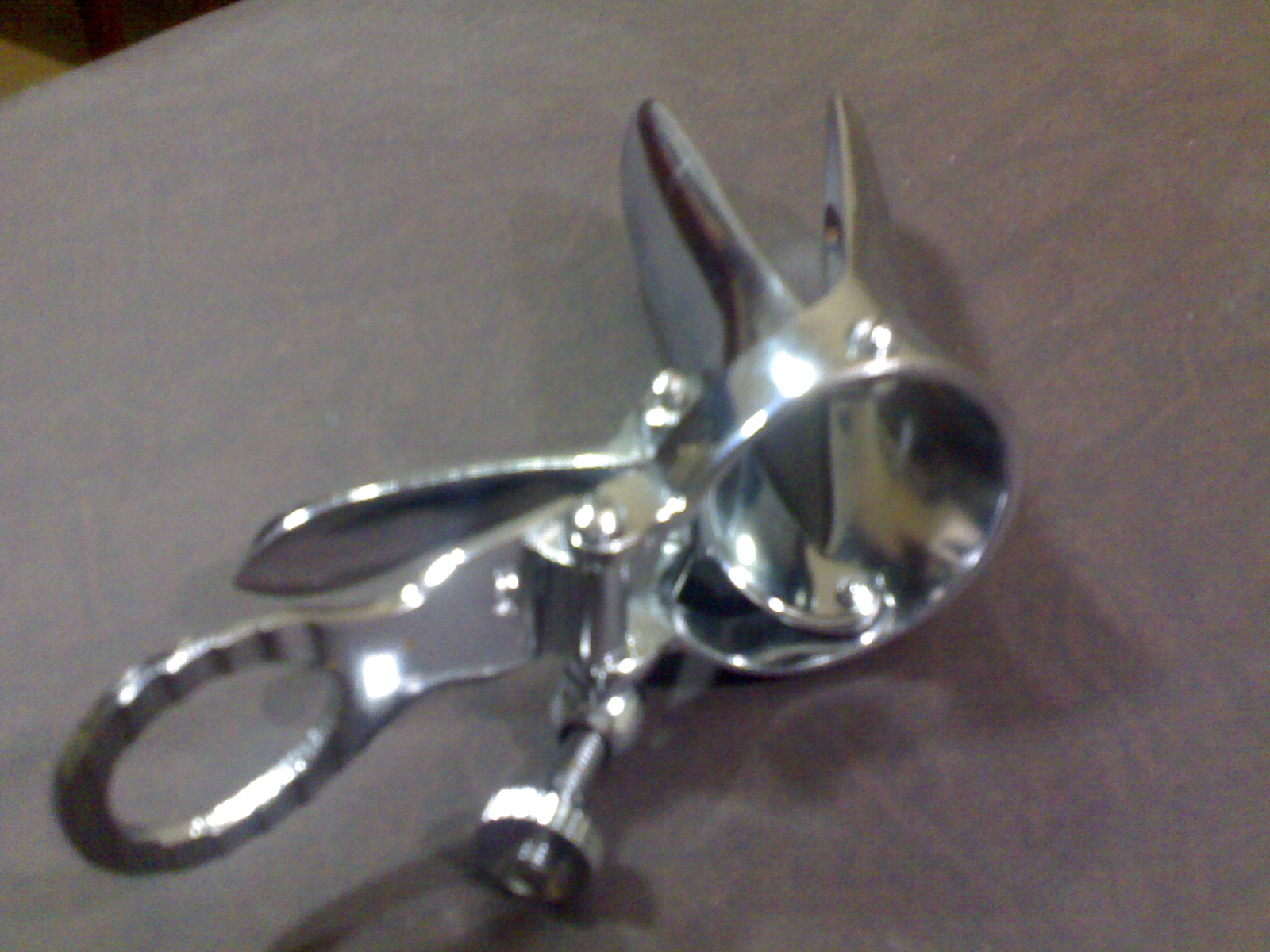
- منظار كوسكو المهبلي الذاتي الذي يحتفظ به من الخلف
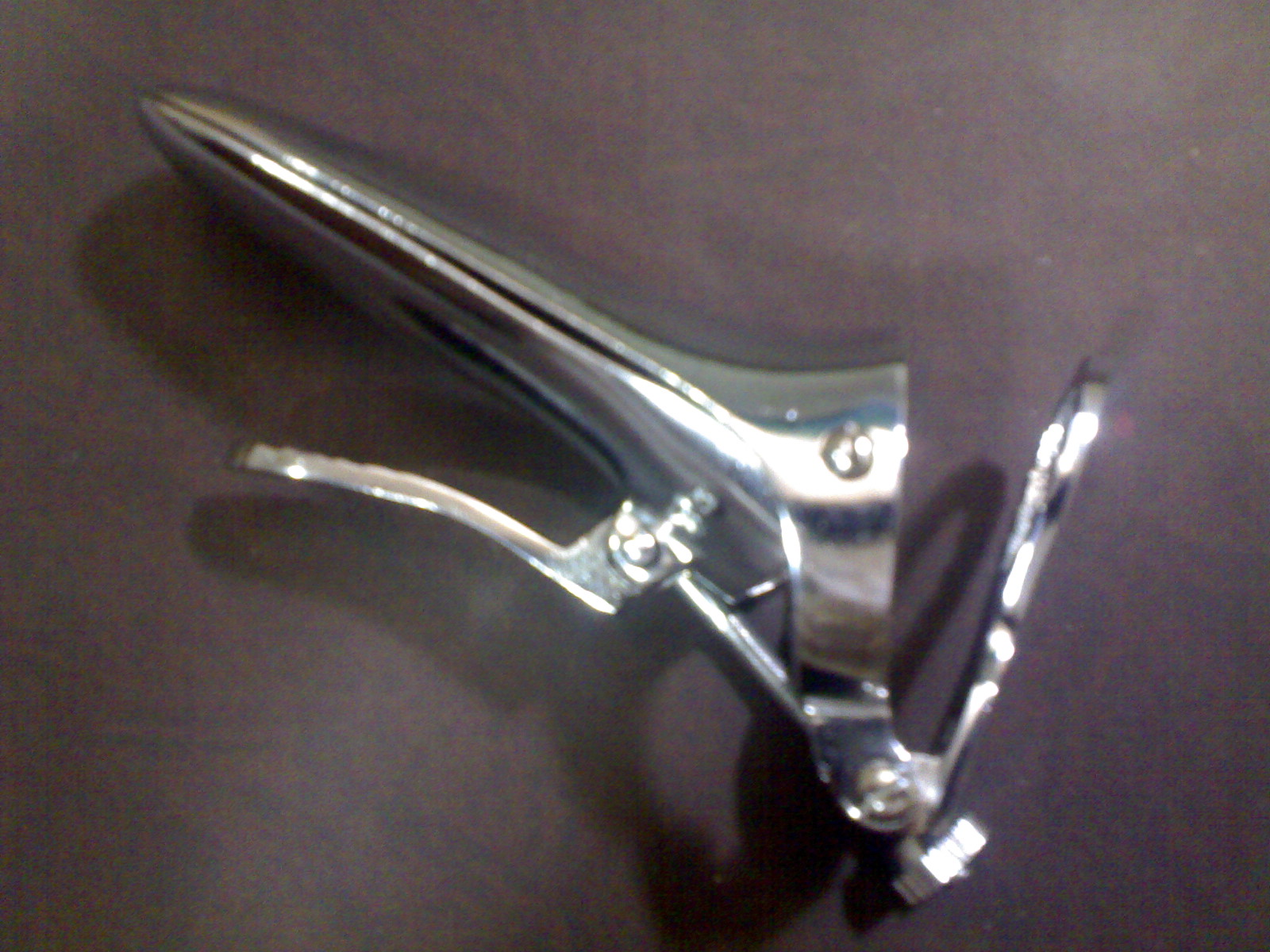
منظار كوسكو المهبلي ذو المصراعين ثنائي الأضلاع(مغلق) ينظر إليه من اليسار، ويستخدم كثيرا في أخذ مسحات من المهبل لاختبار Papanicolaou و الفحوص الروتينية
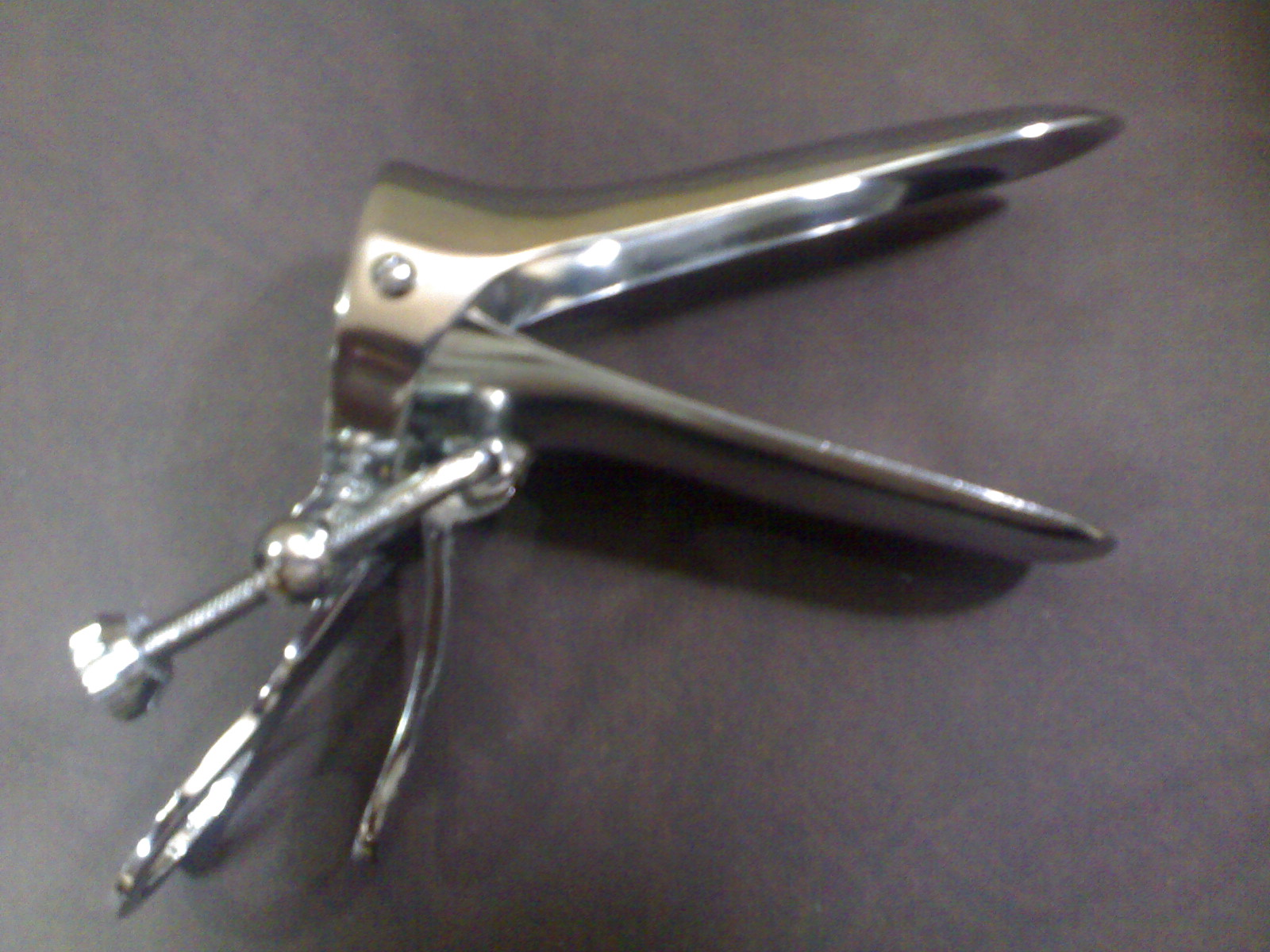
منظار كوسكو المهبلي ذو المصراعين ثنائي الأضلاع(مفتوح) من اليمين.
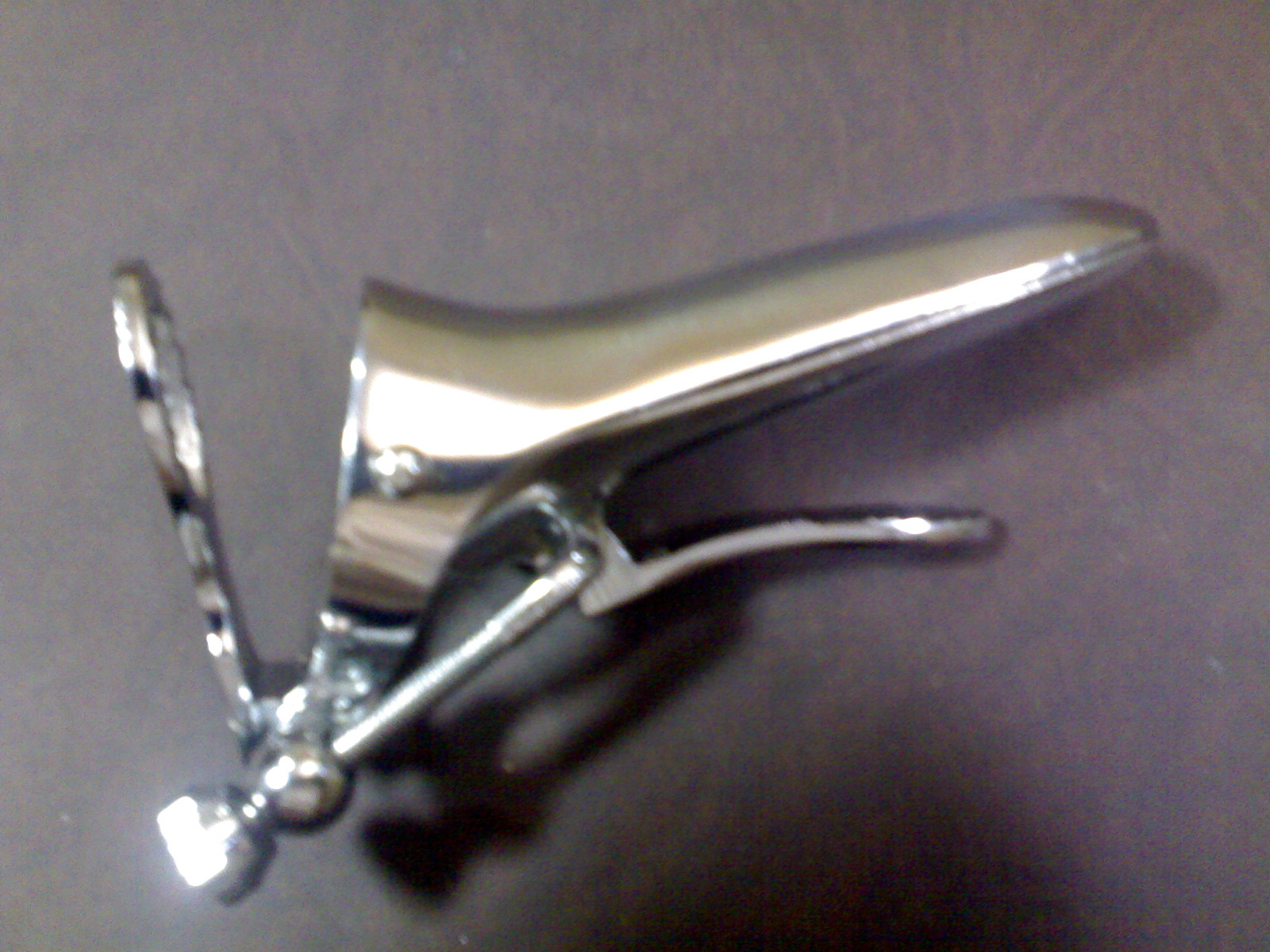
منظار كوسكو المهبلي ذو المصراعين ثنائي الأضلاع (مغلق) من اليمين
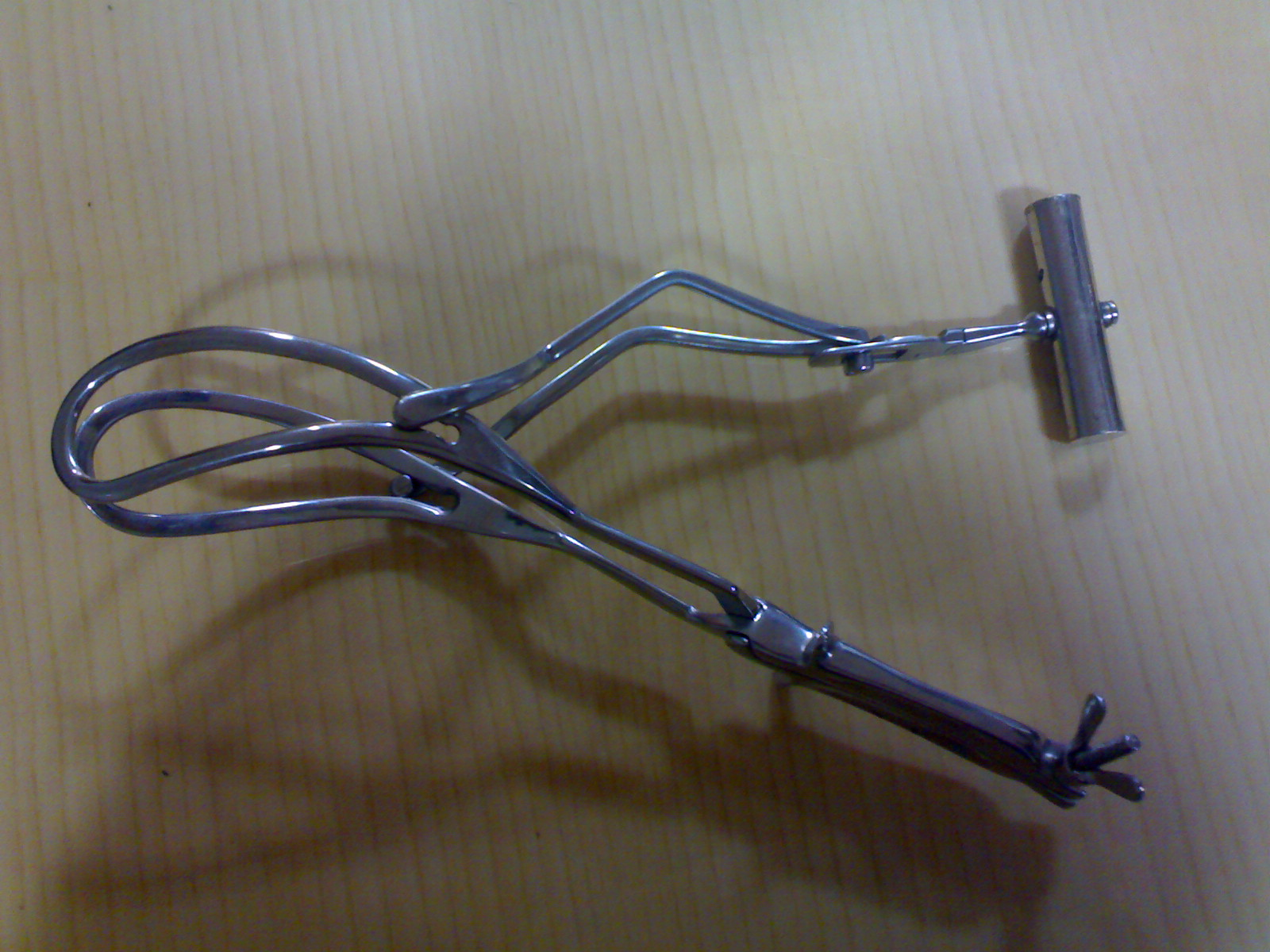
تعديل داس لملقط الولادة المنحني الطويل (الأقصر طولاً) مع أجهزة الجر المحورية، من الجانب الأيمن (الشفرة اليسرى في الأعلى. فيما يتعلق بالجدار المهبلي للأم)
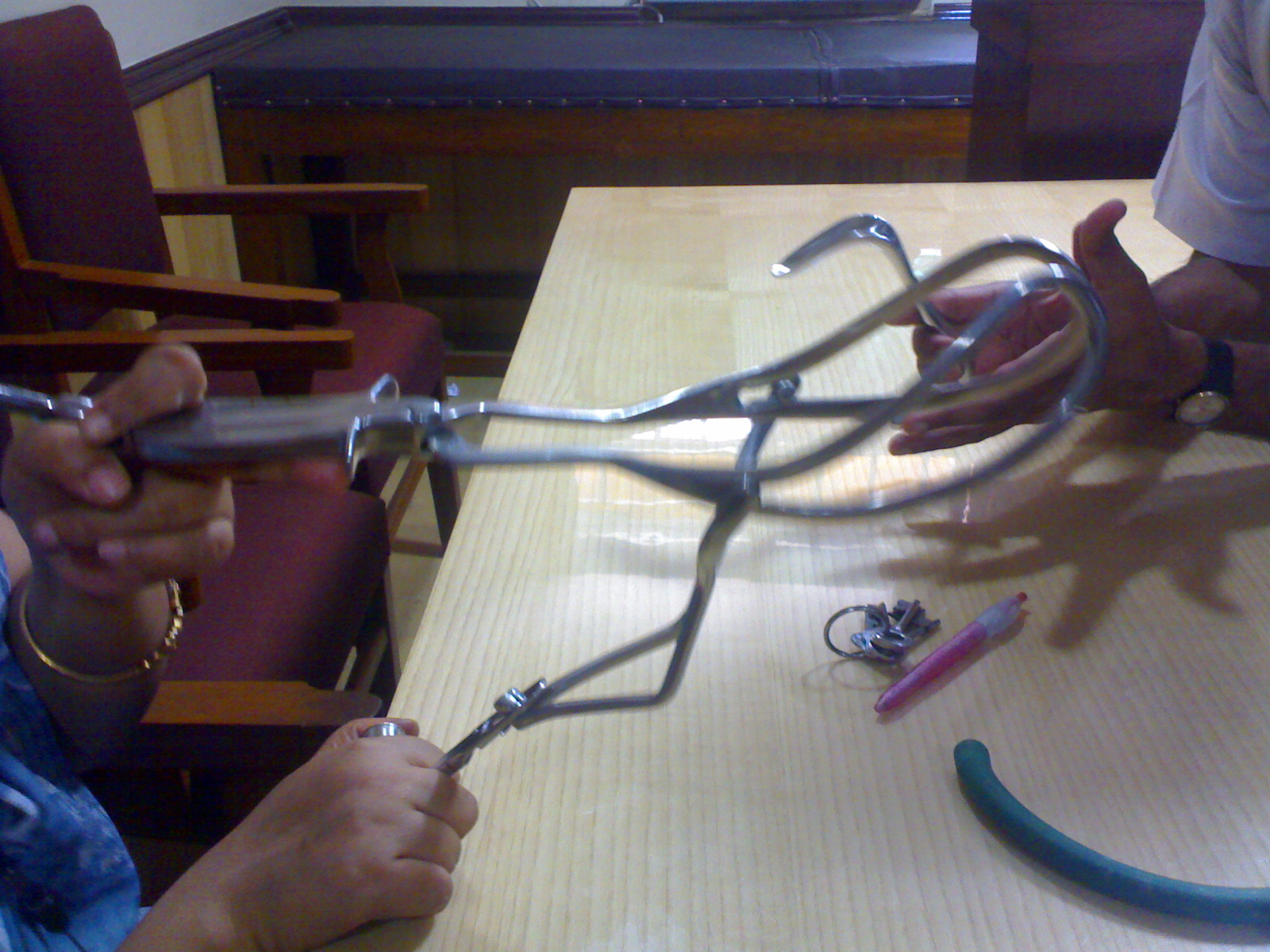
تعديل داس لملقط الولادة المنحني الطويل (الأقصر طولاً) مع أجهزة الجر المحورية، من الجانب الأيمن (الشفرة اليسرى في الأمام: فيما يتعلق بالجدارالمهبلي للأم). يتم تثبيت الأداة بشكل صحيح أثناء الولادة.
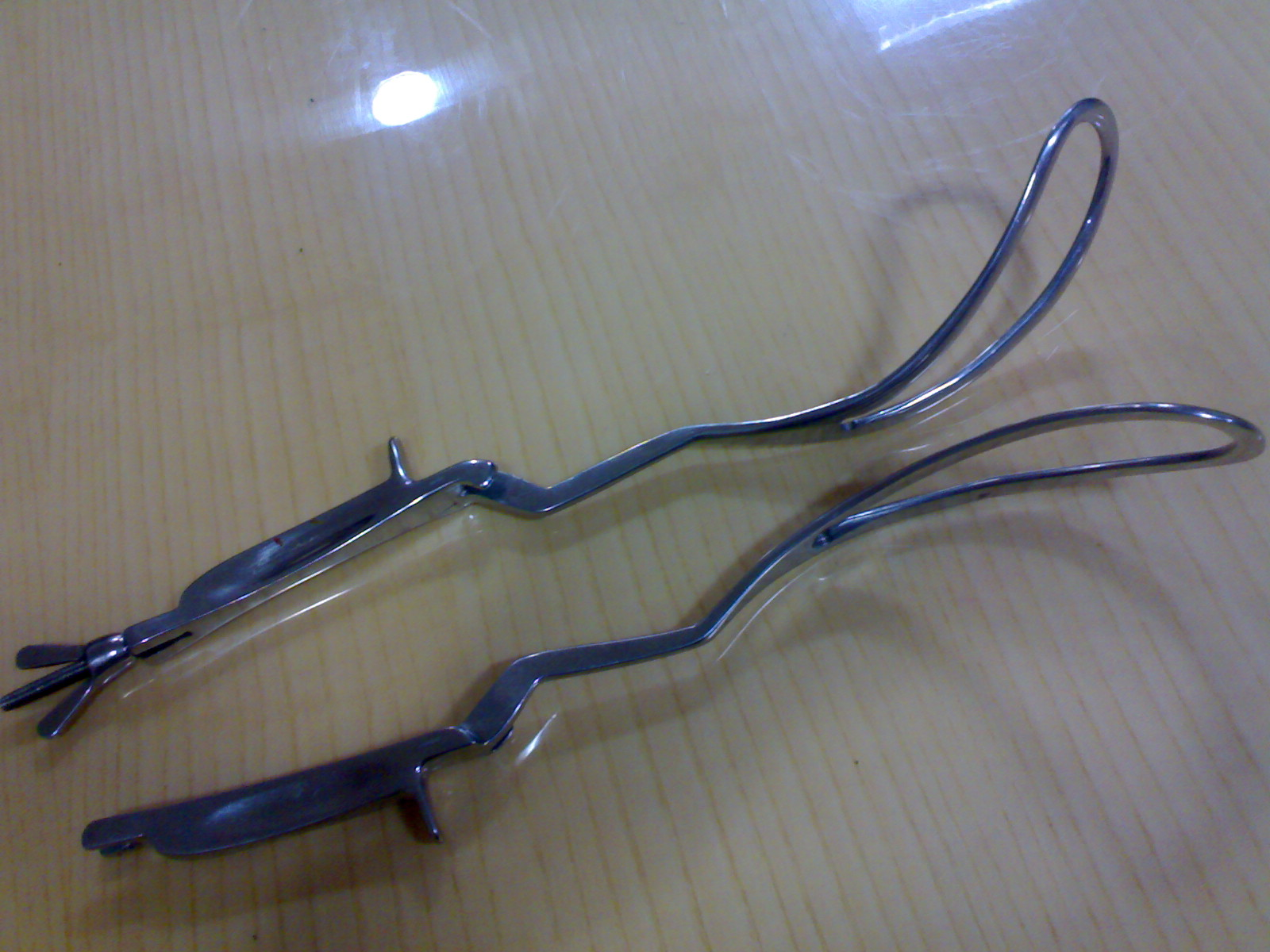
تعديل داس لملقط الولادة المنحني الطويل ملقط مع الشفرات مسترخية. واحد مع القفل هو شفرة اليسرى (تثبيتها بشكل صحيح على الأم).
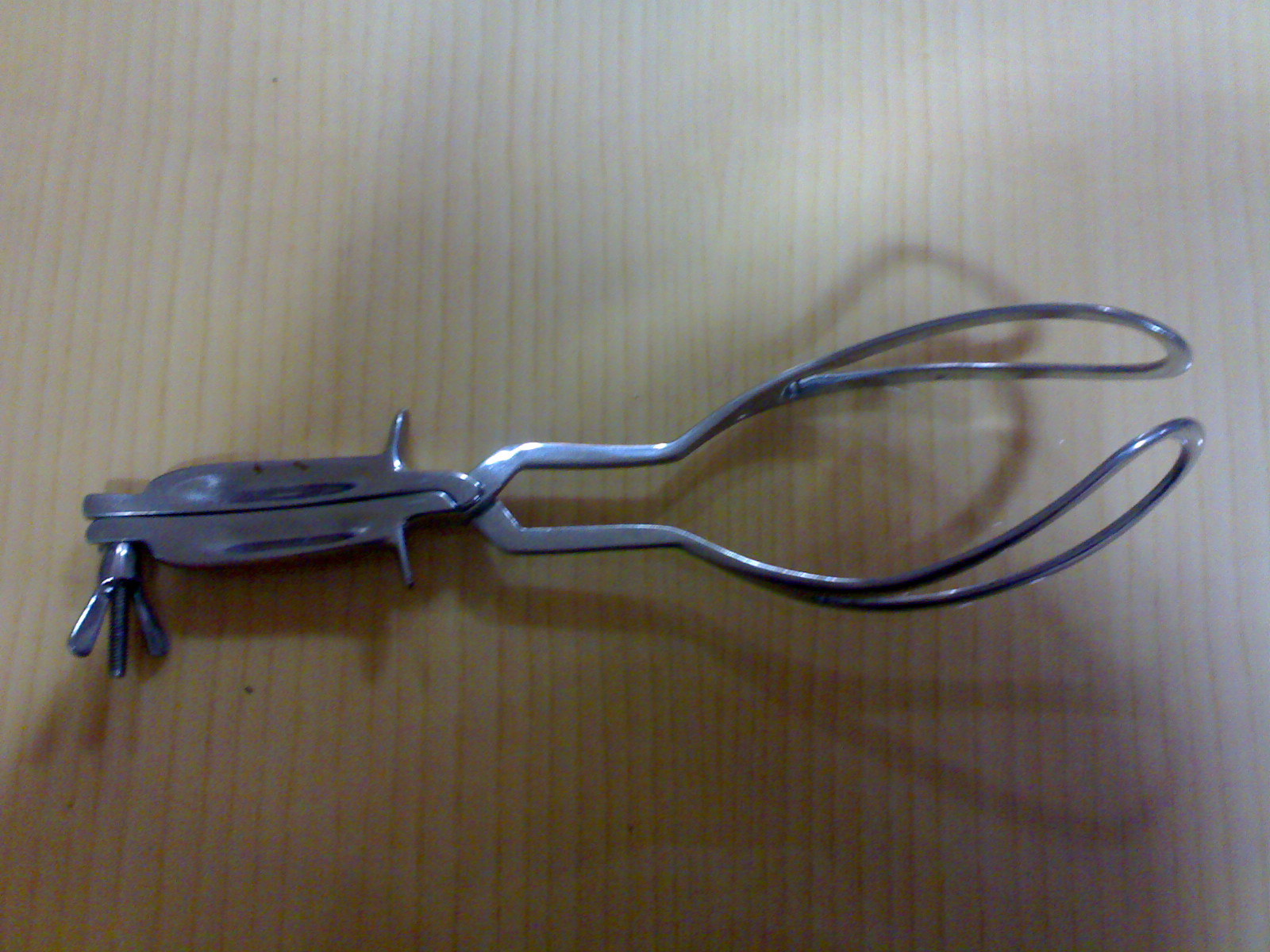
- تعديل داس لملقط الولادة المنحني الطويل ملقط مع الشفرات المغلقة
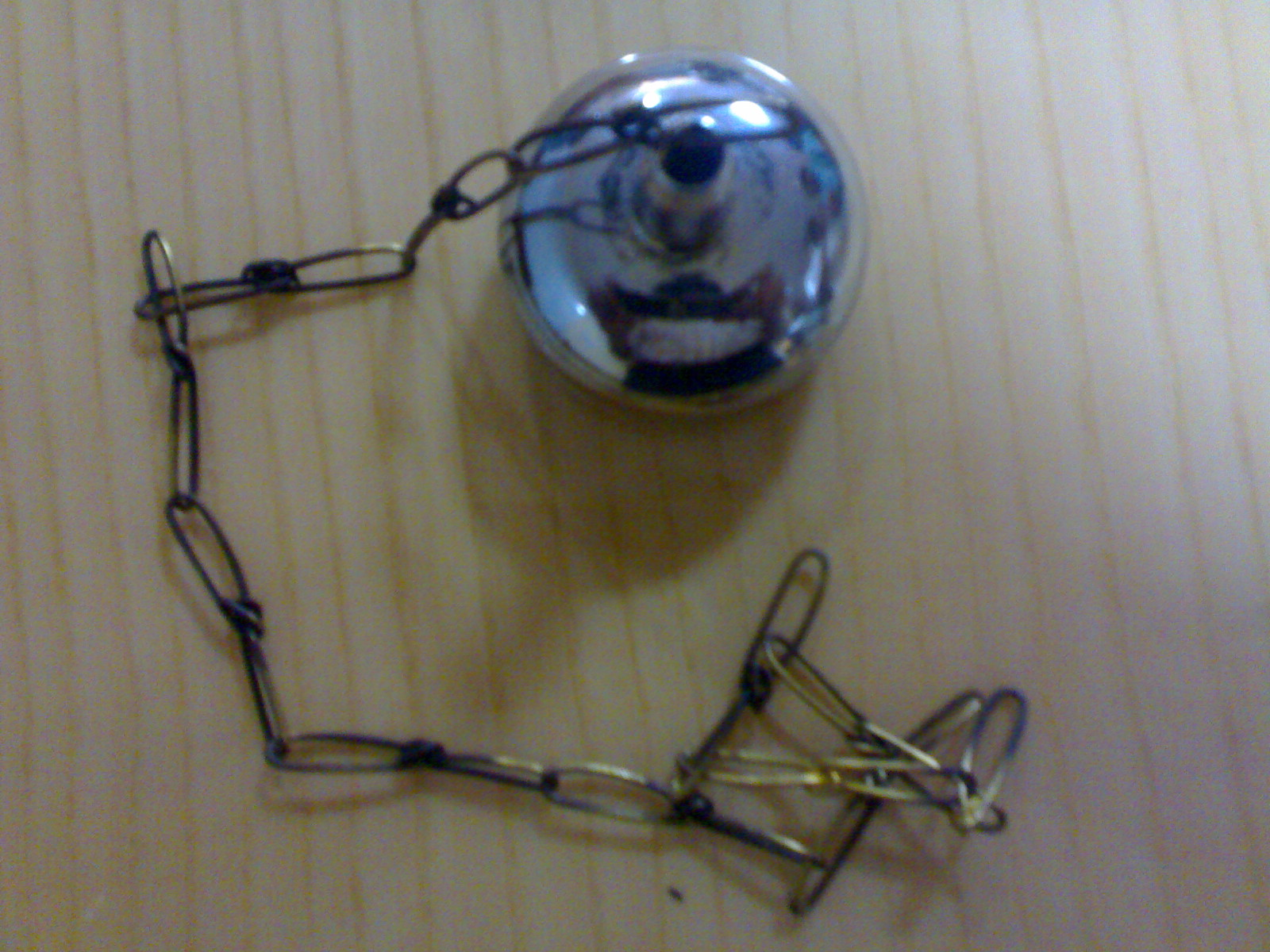
كوب معدني لجهاز شفط Ventouse يستخدم لمساعدة الولًادات
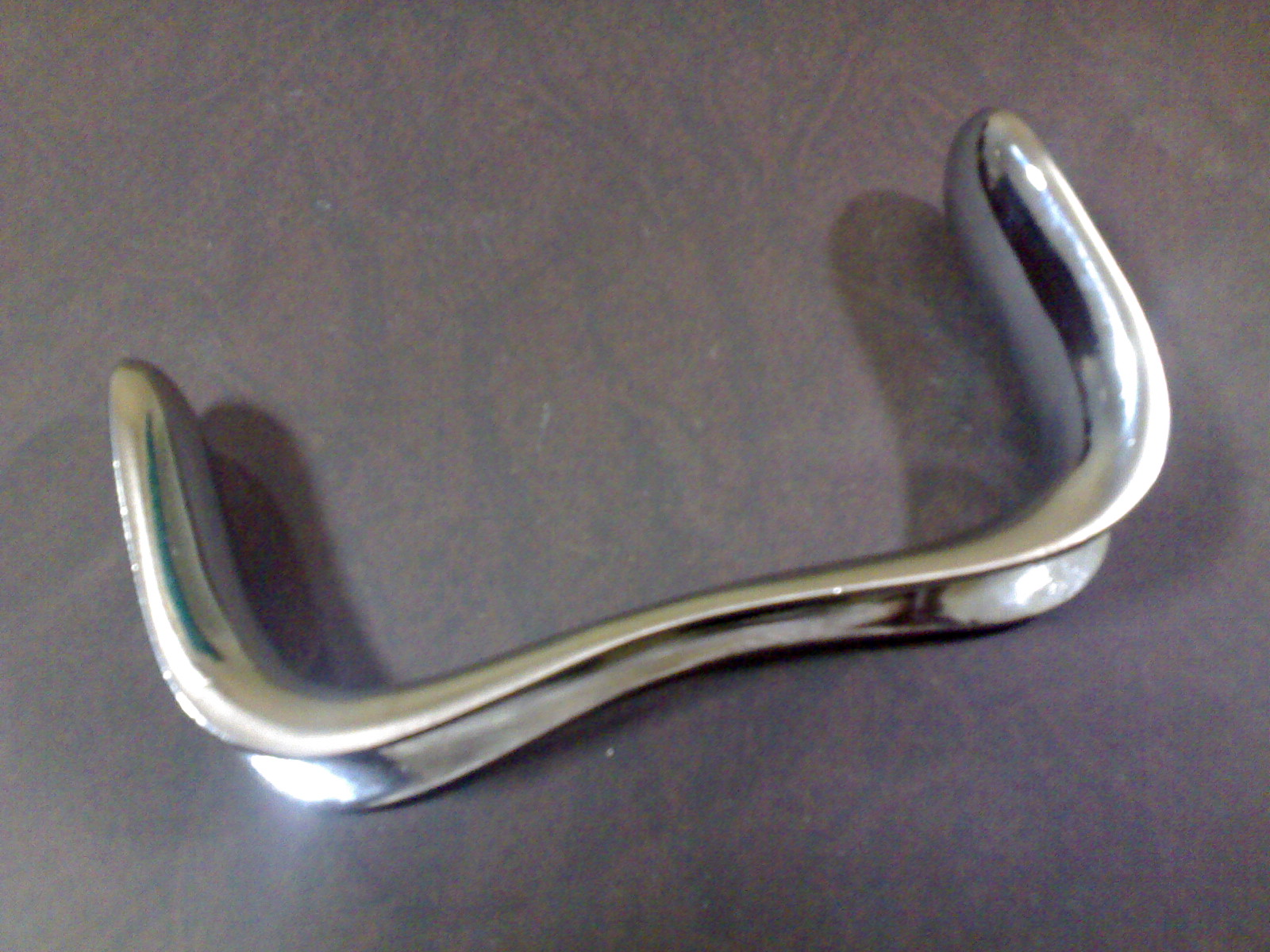
منظار سيم المهبلي المزدوج
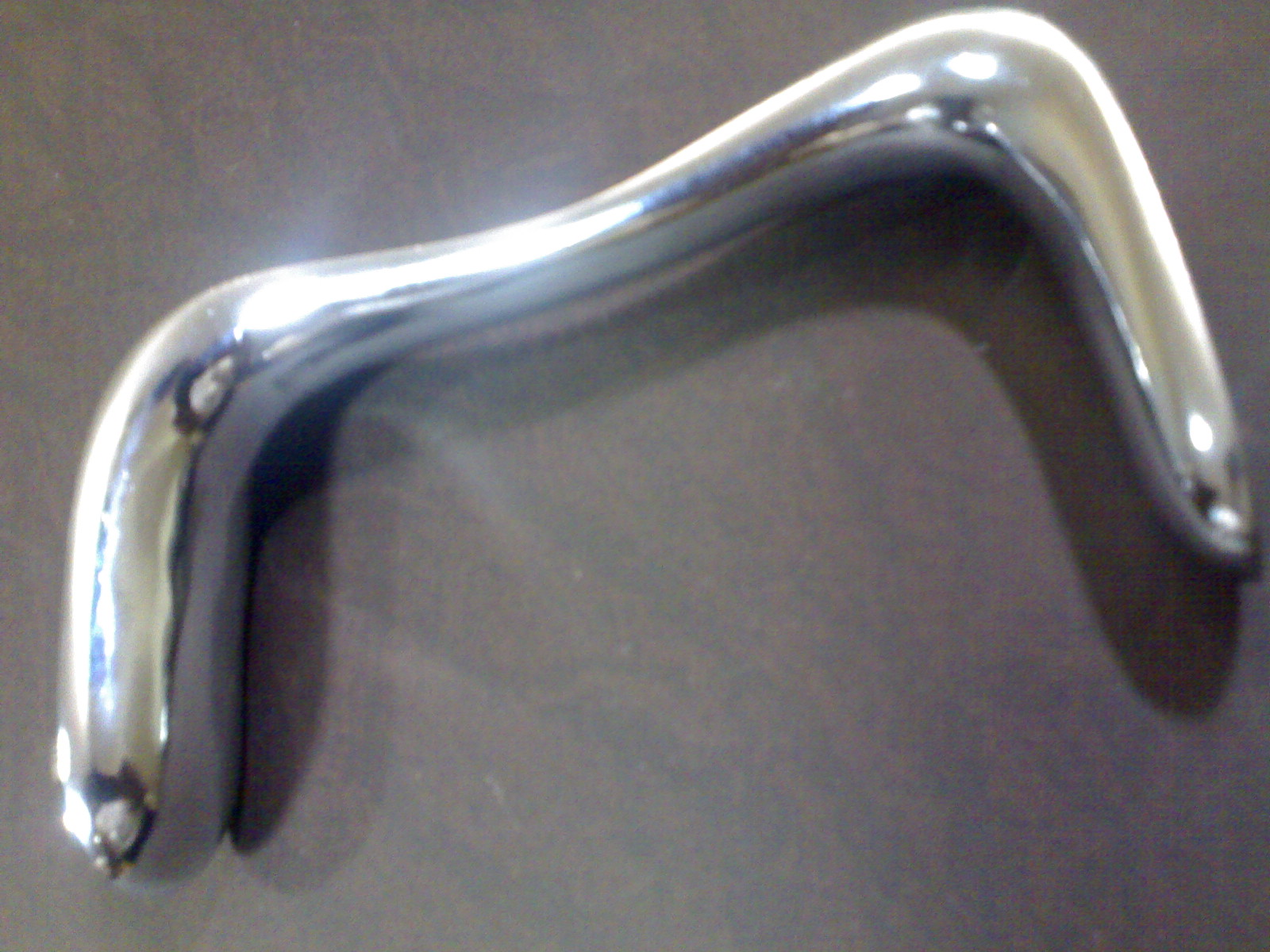
منظار سيم المهبلي المزدوج.
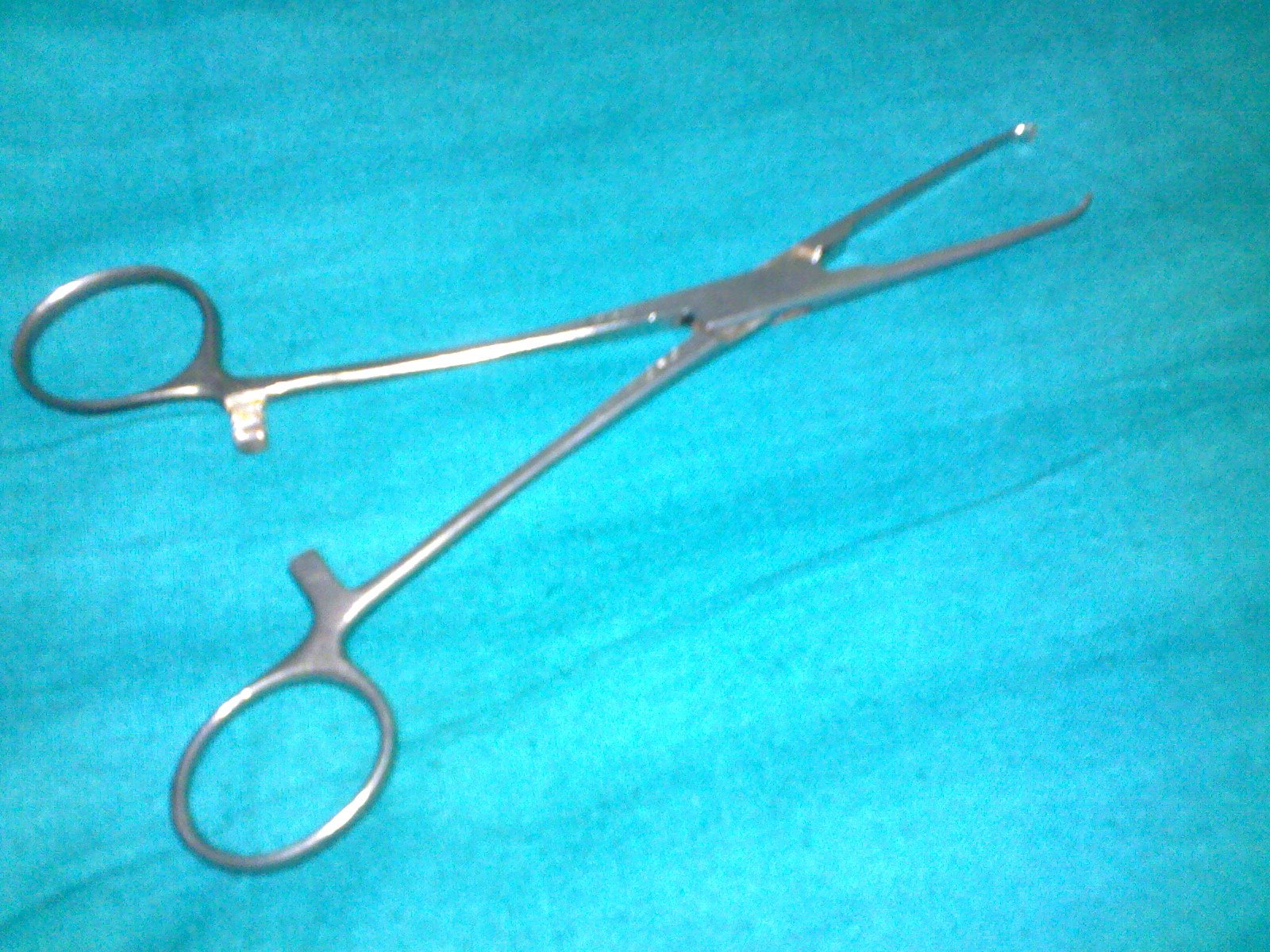
ملقط الأنسجة أليس
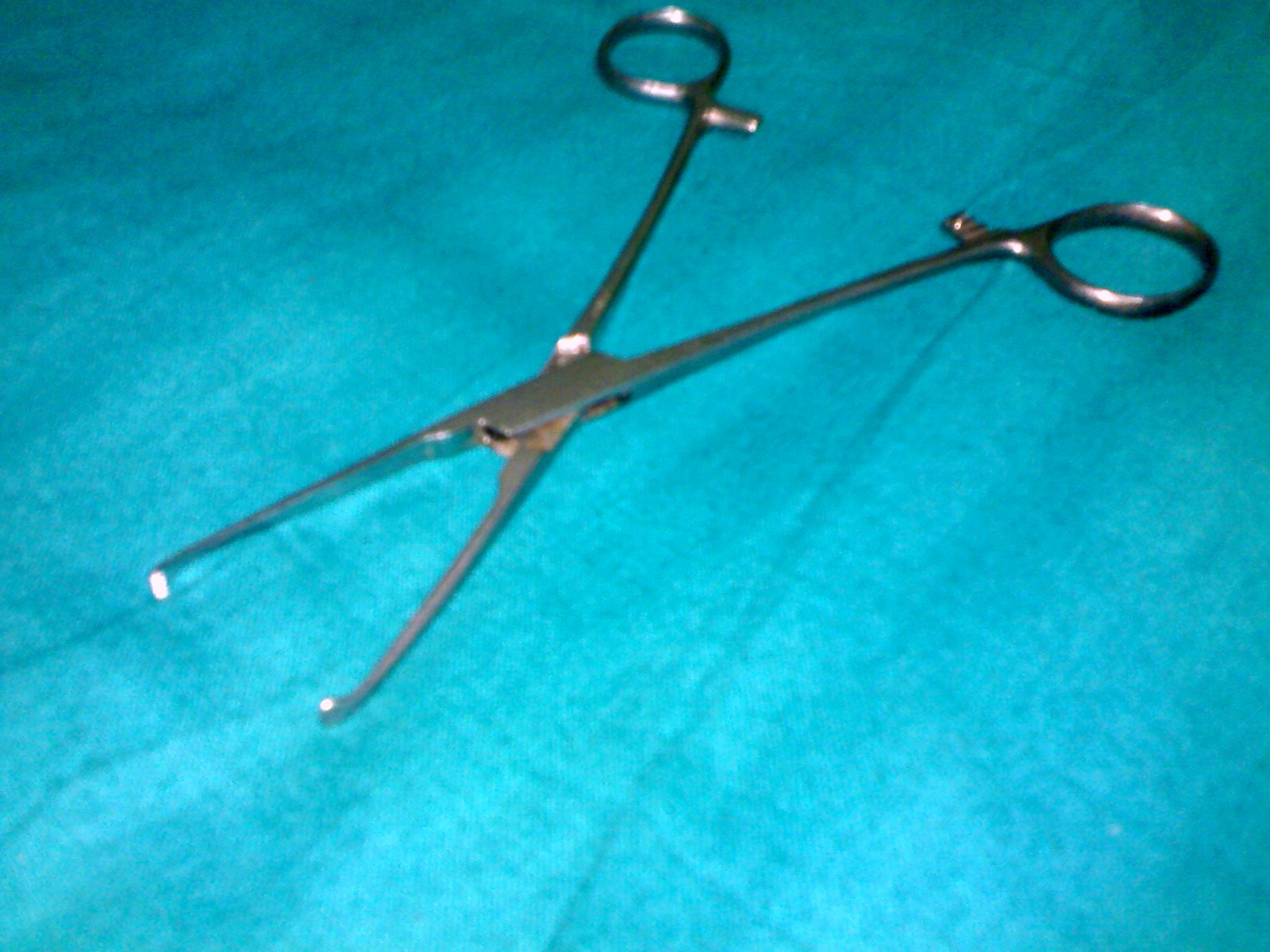
ملقط الأنسجة أليس
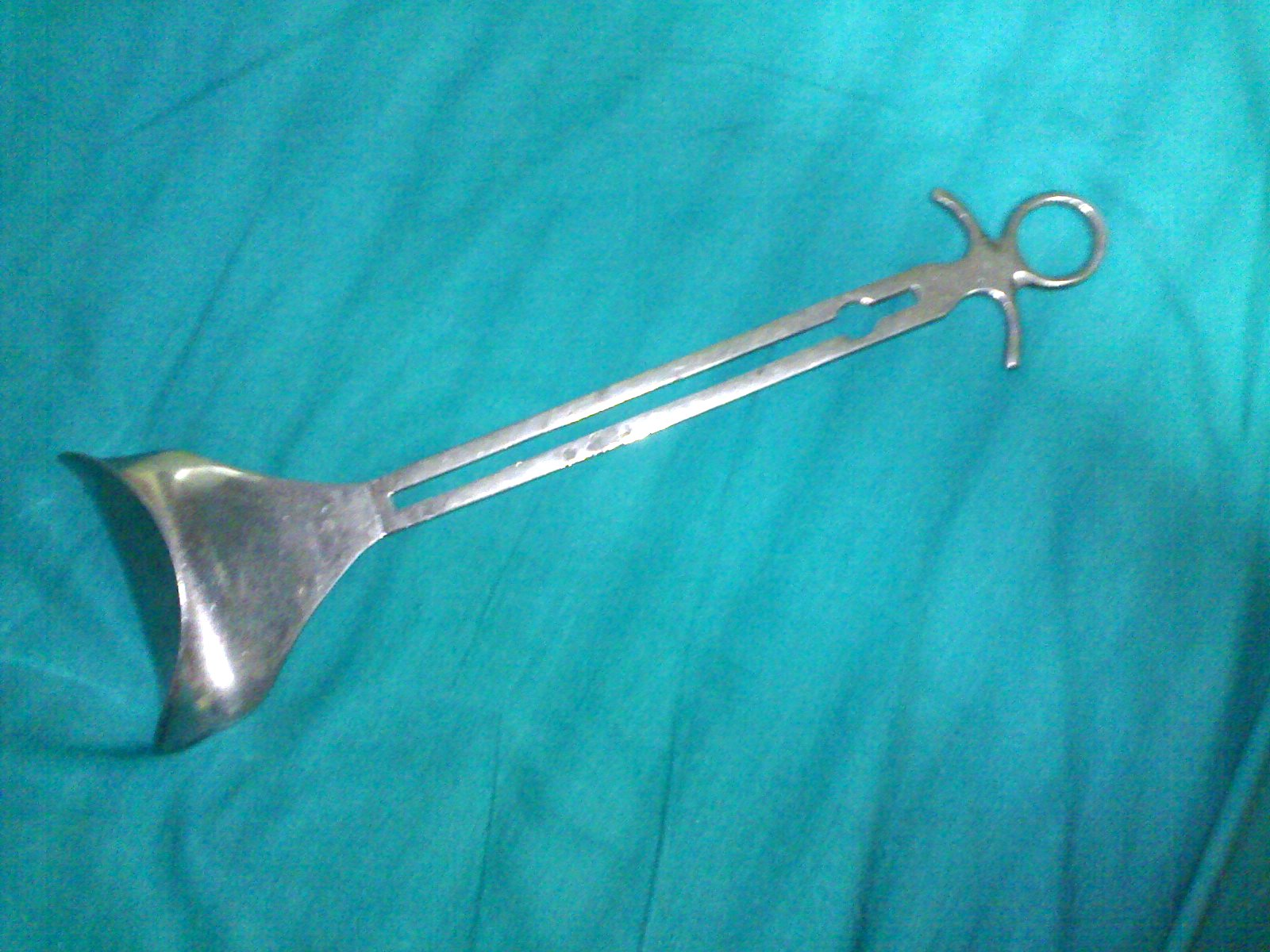
- كماشة دوين الطبية.
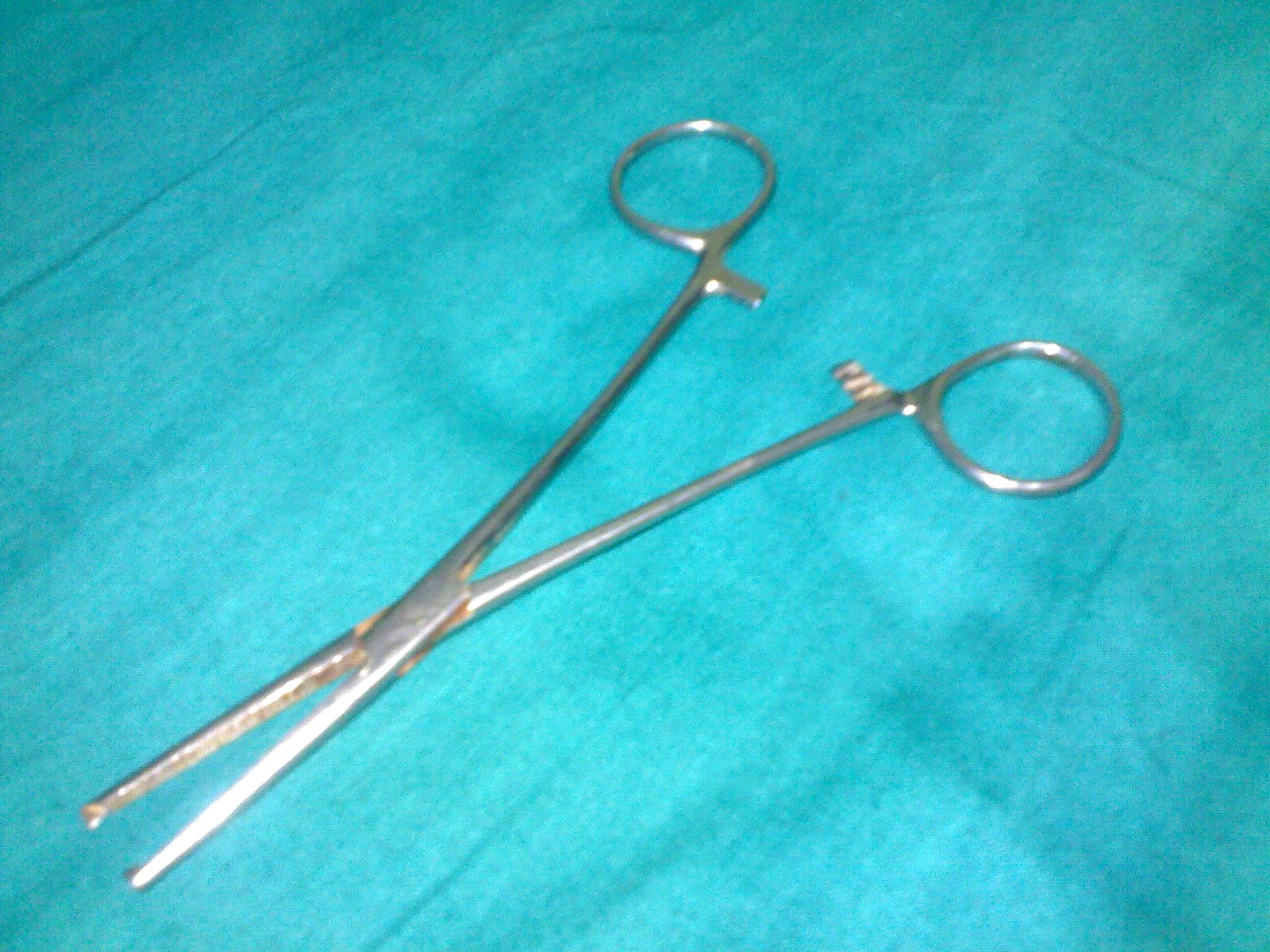
- ملقط كوشر مع الفك المسنن.
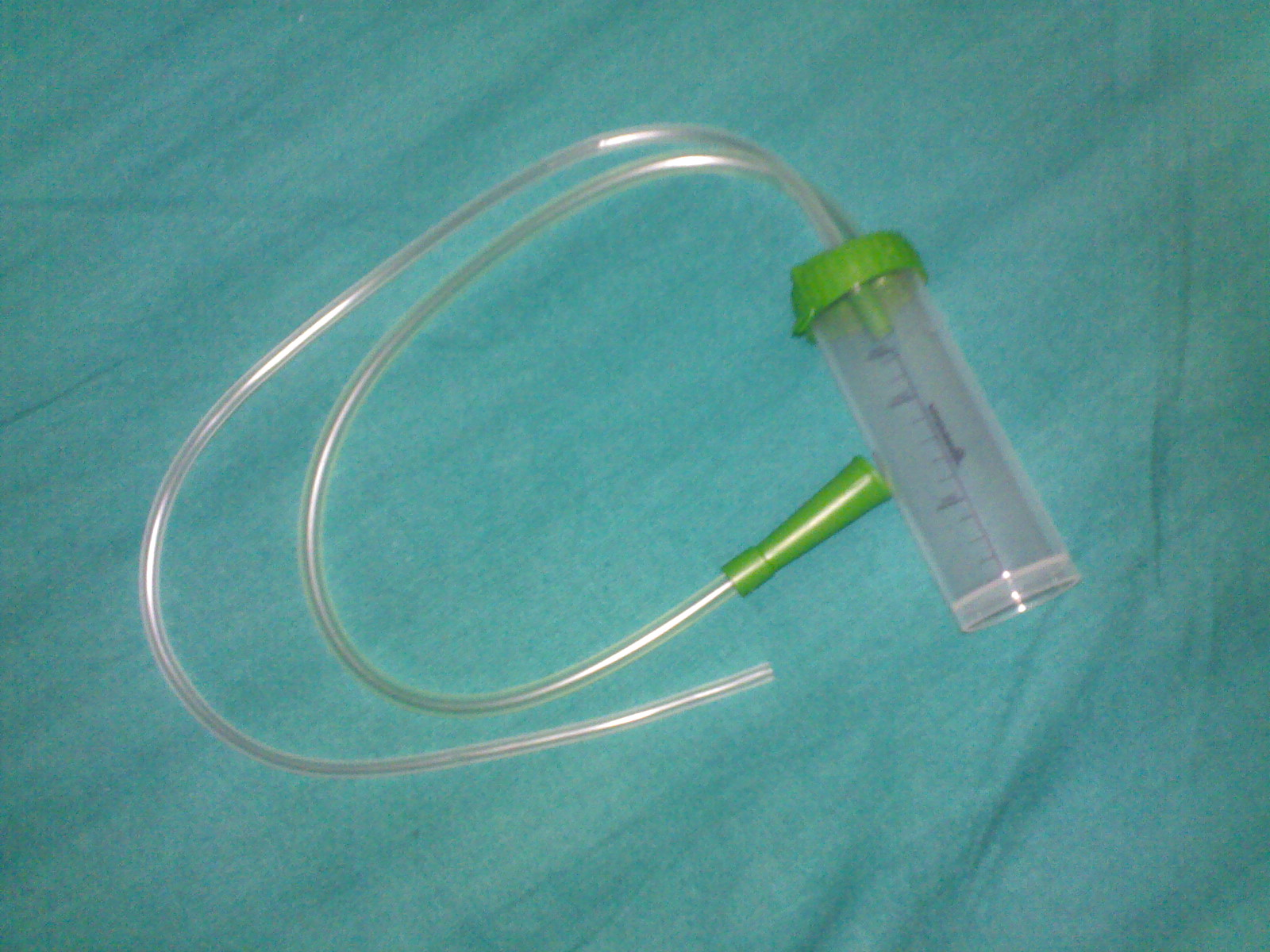
- ماصة مخاطية يدوية يمكن التخلص منها.
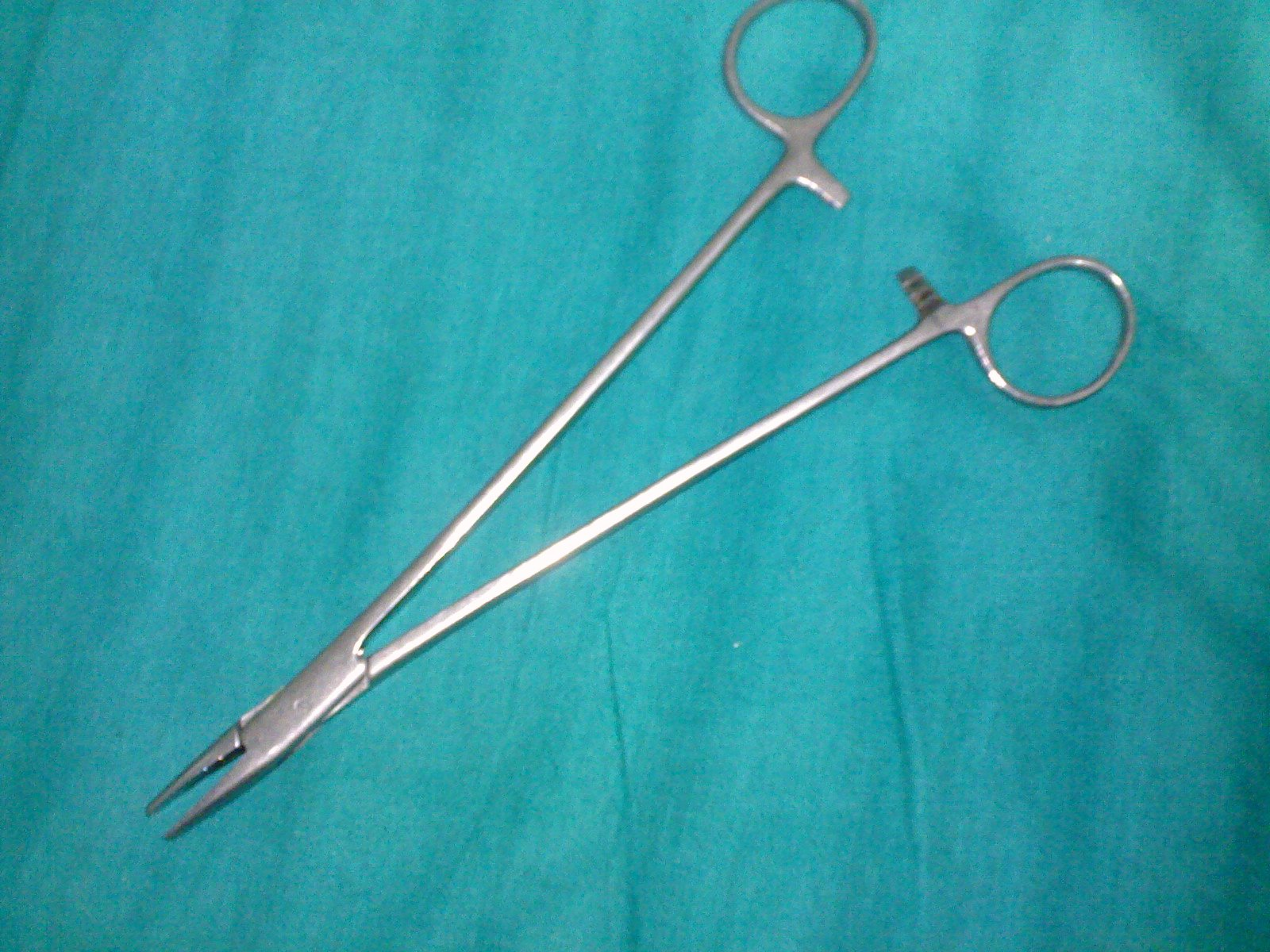
- ابرة مستقيمة معقودة بملقط.
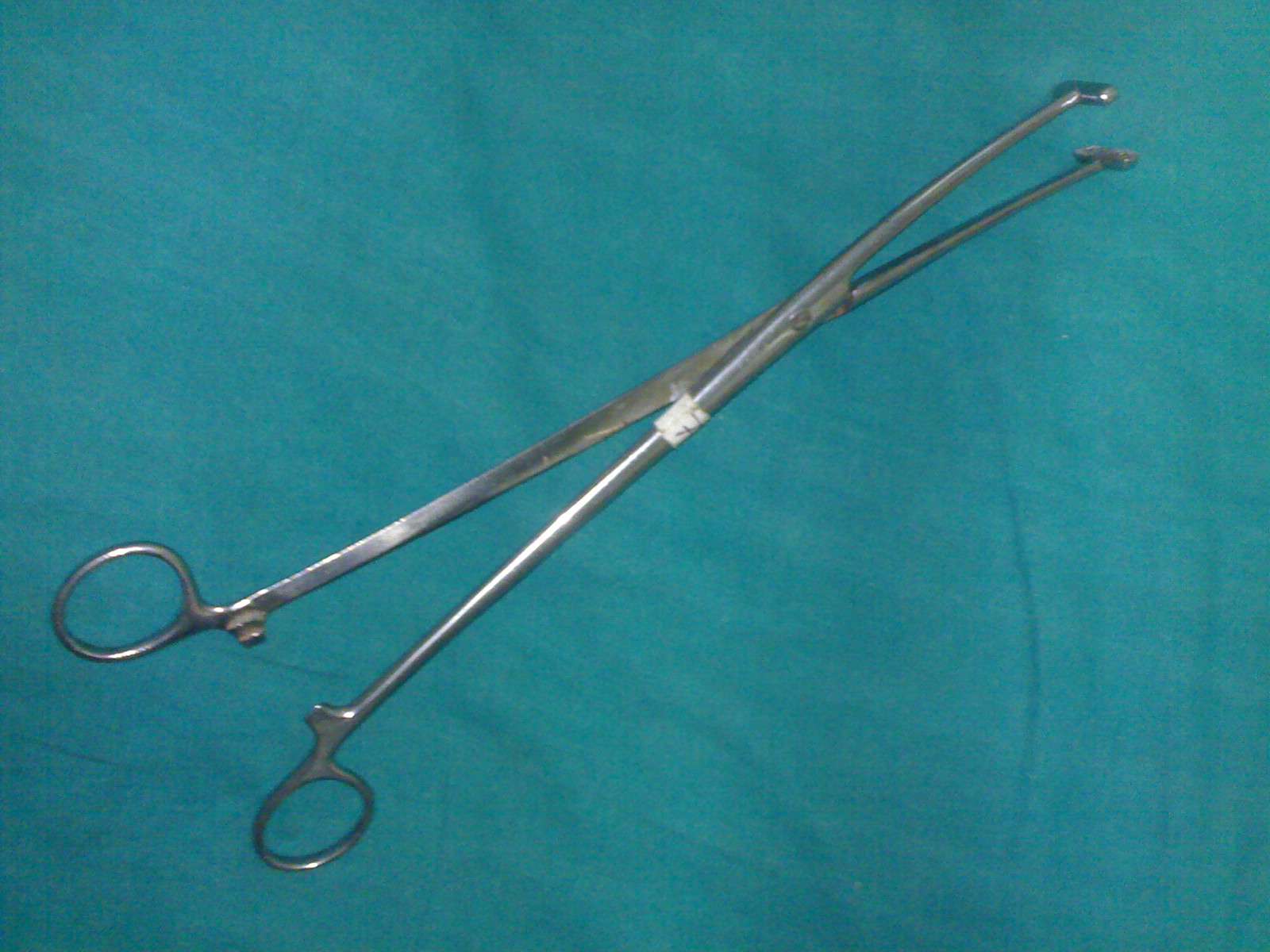
- ملقط الجر ويليت.
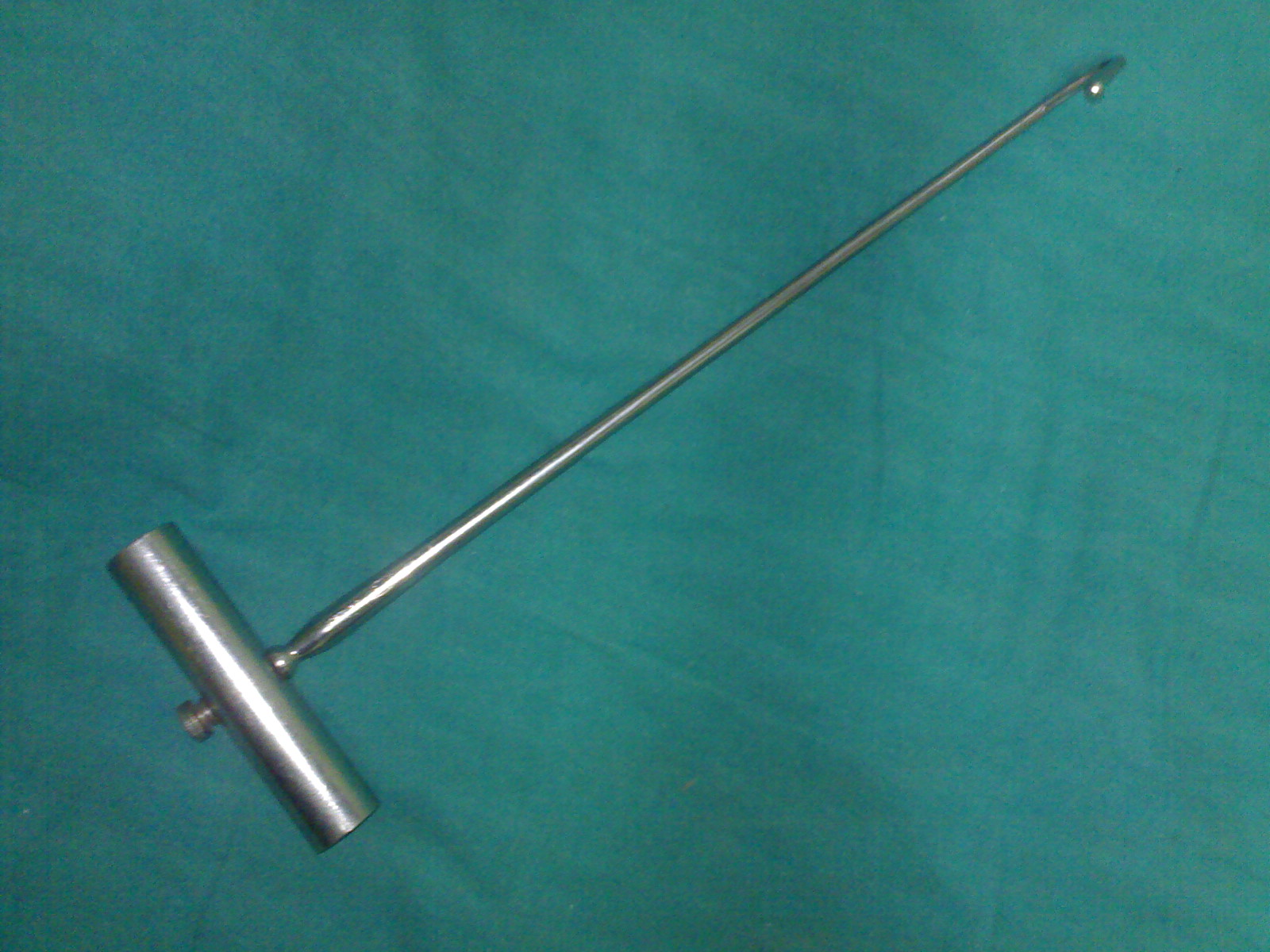
- جاردين هووك للقطع مع سكين.
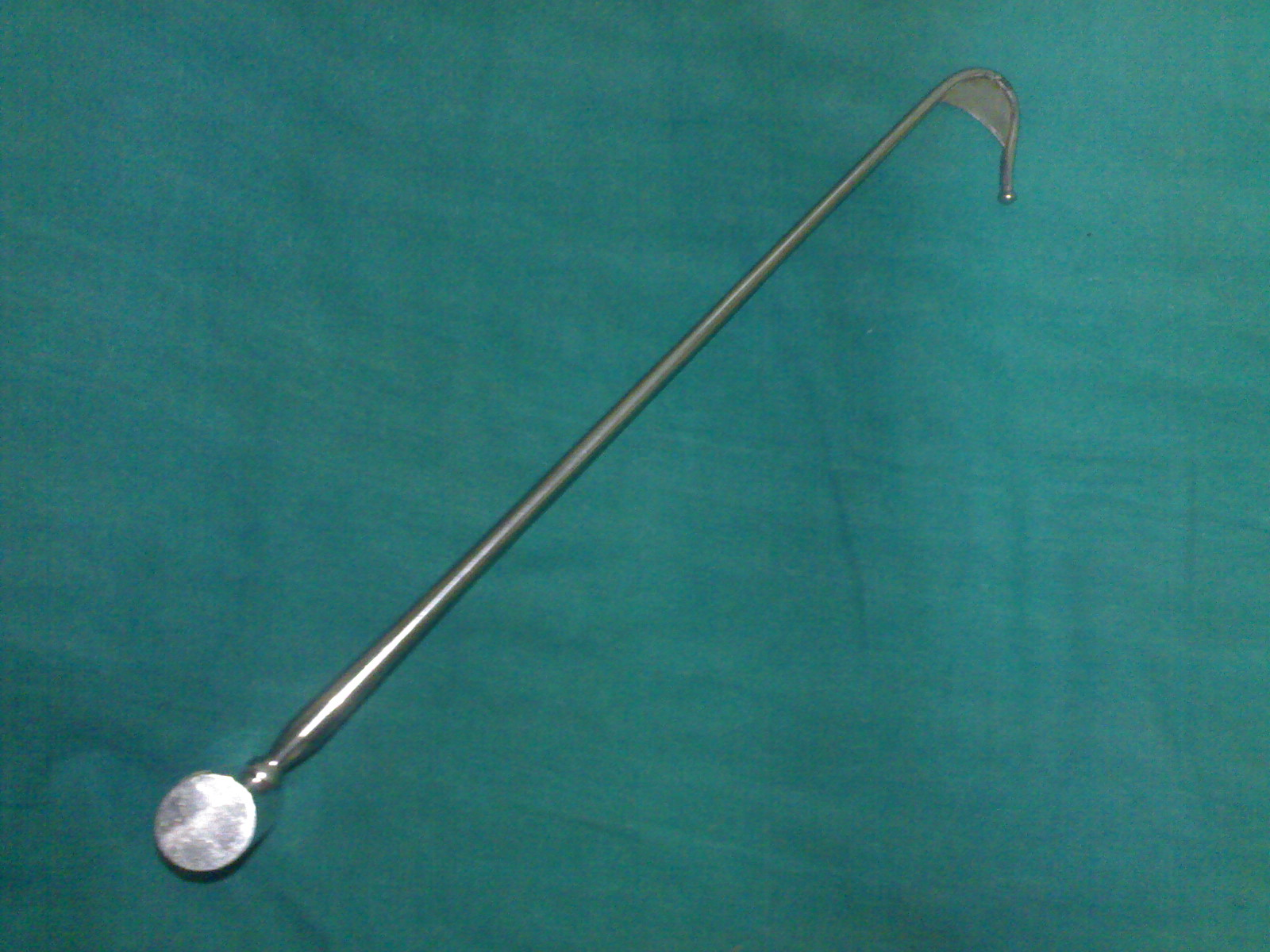
- جاردين هووك للقطع مع سكين.
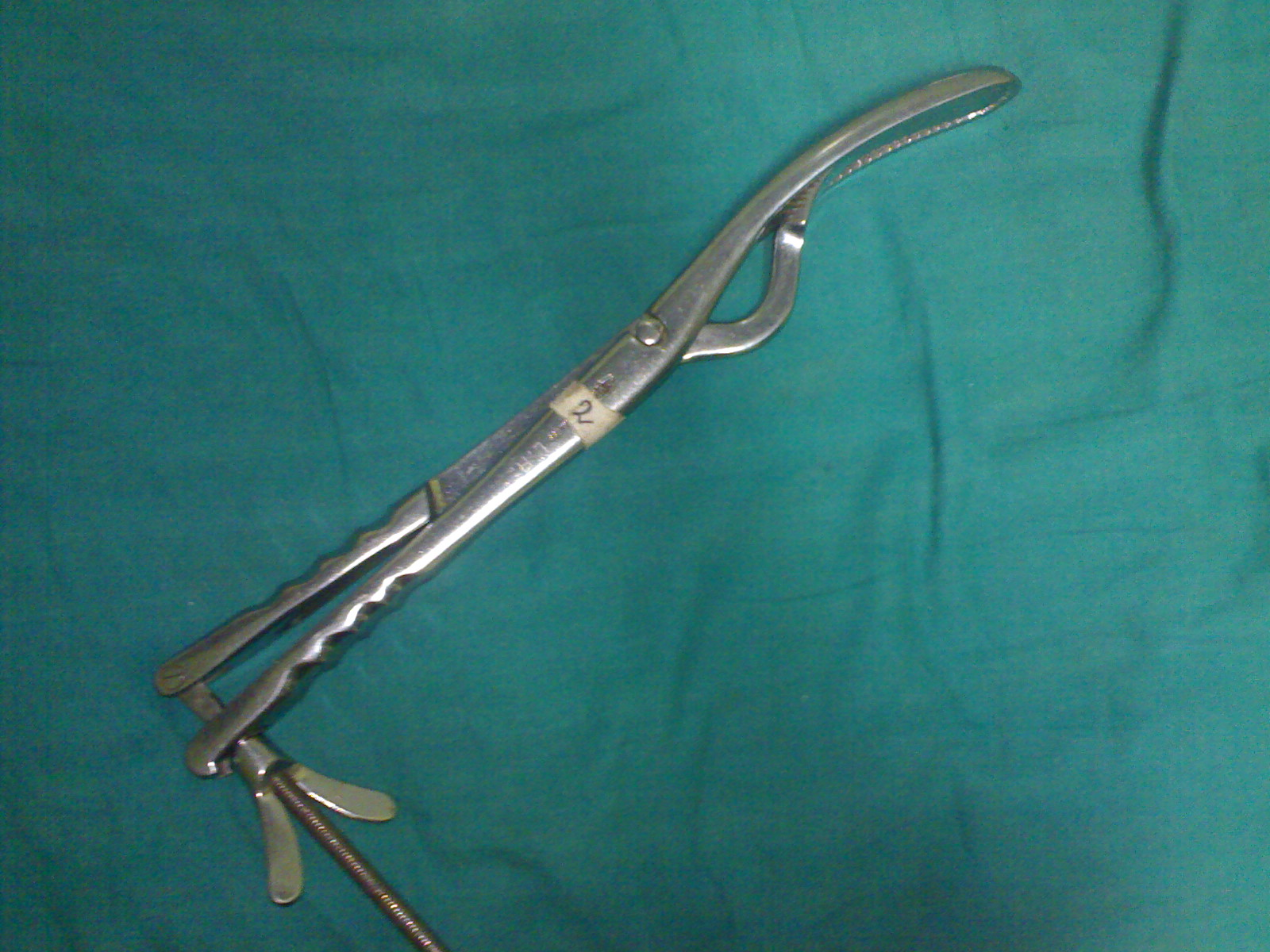
- A cranioclast : هو أداة جراحية أقرب إلى ملقط قوي.
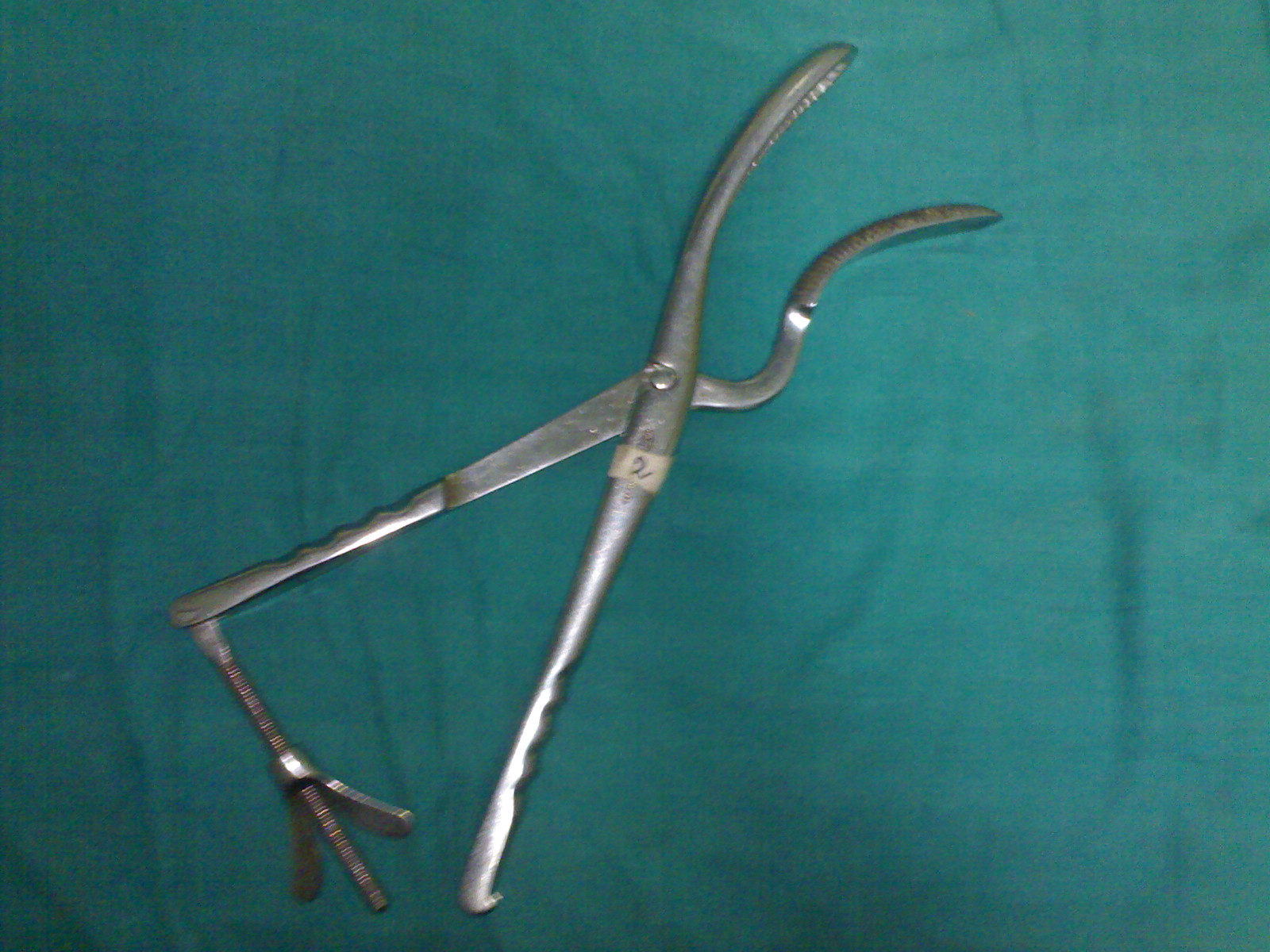
- A cranioclast : هو أداة جراحية أقرب إلى ملقط قوي.
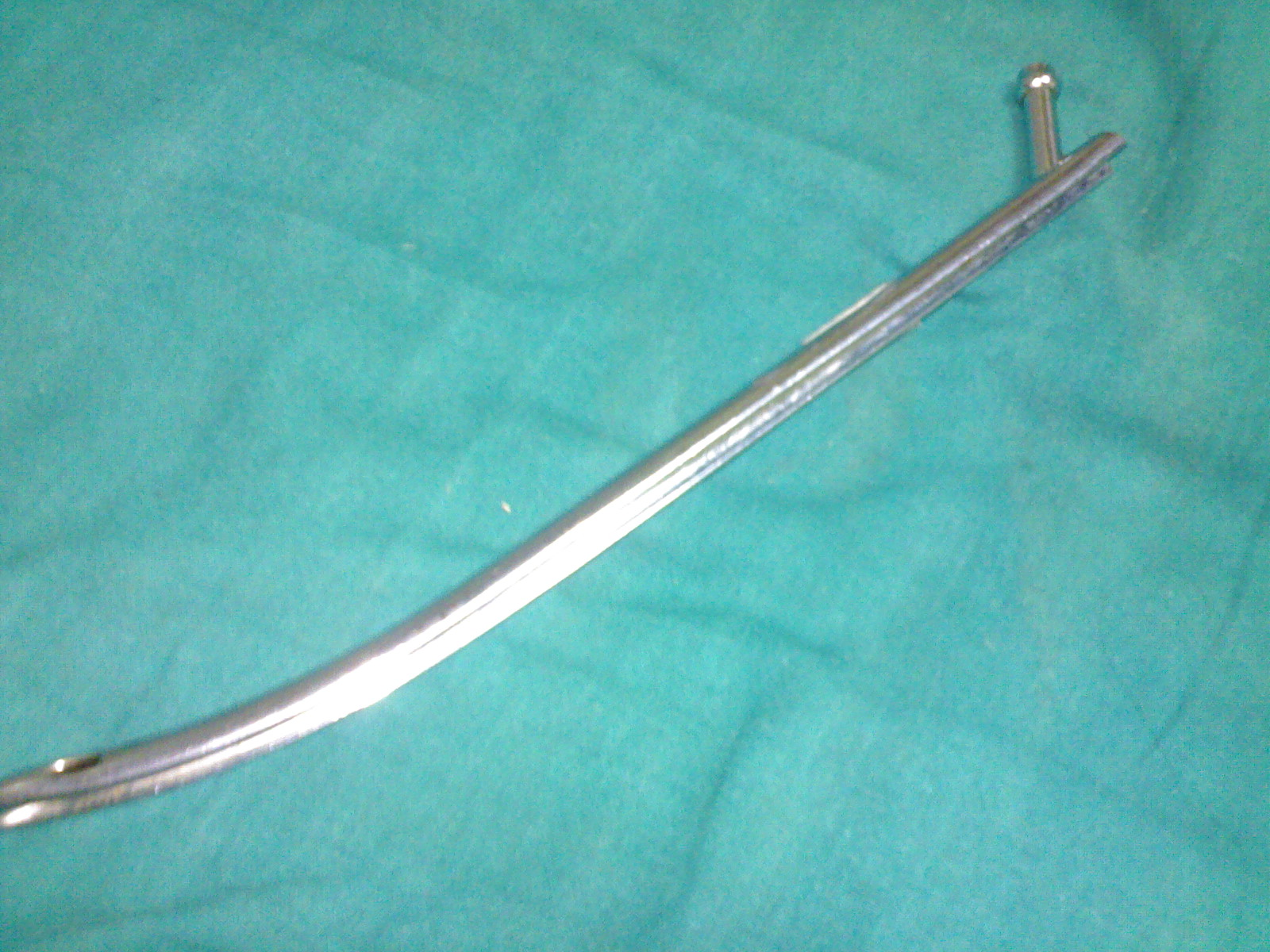
- قنية بودين.
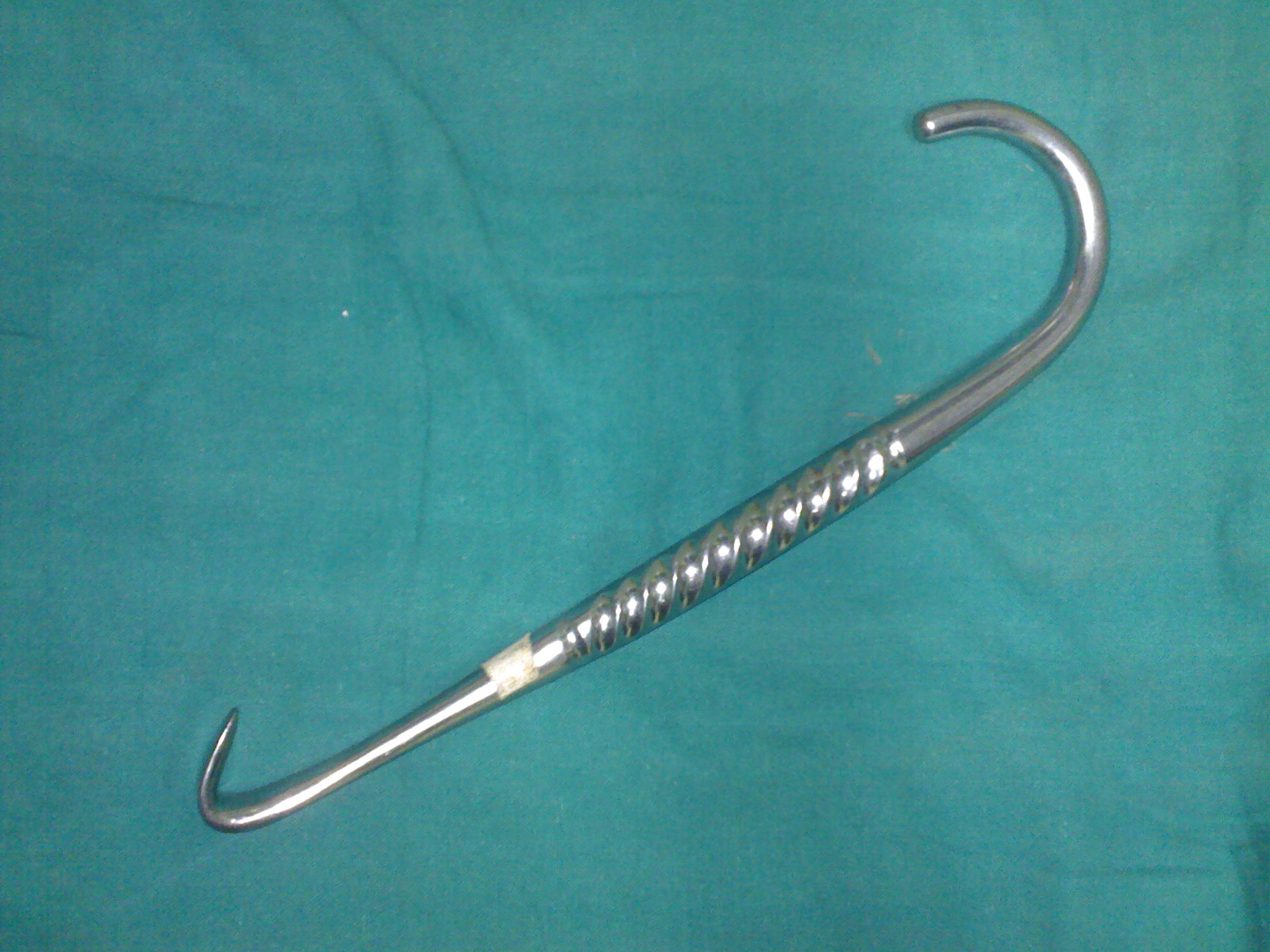
- معلاق مع سن مربوط.
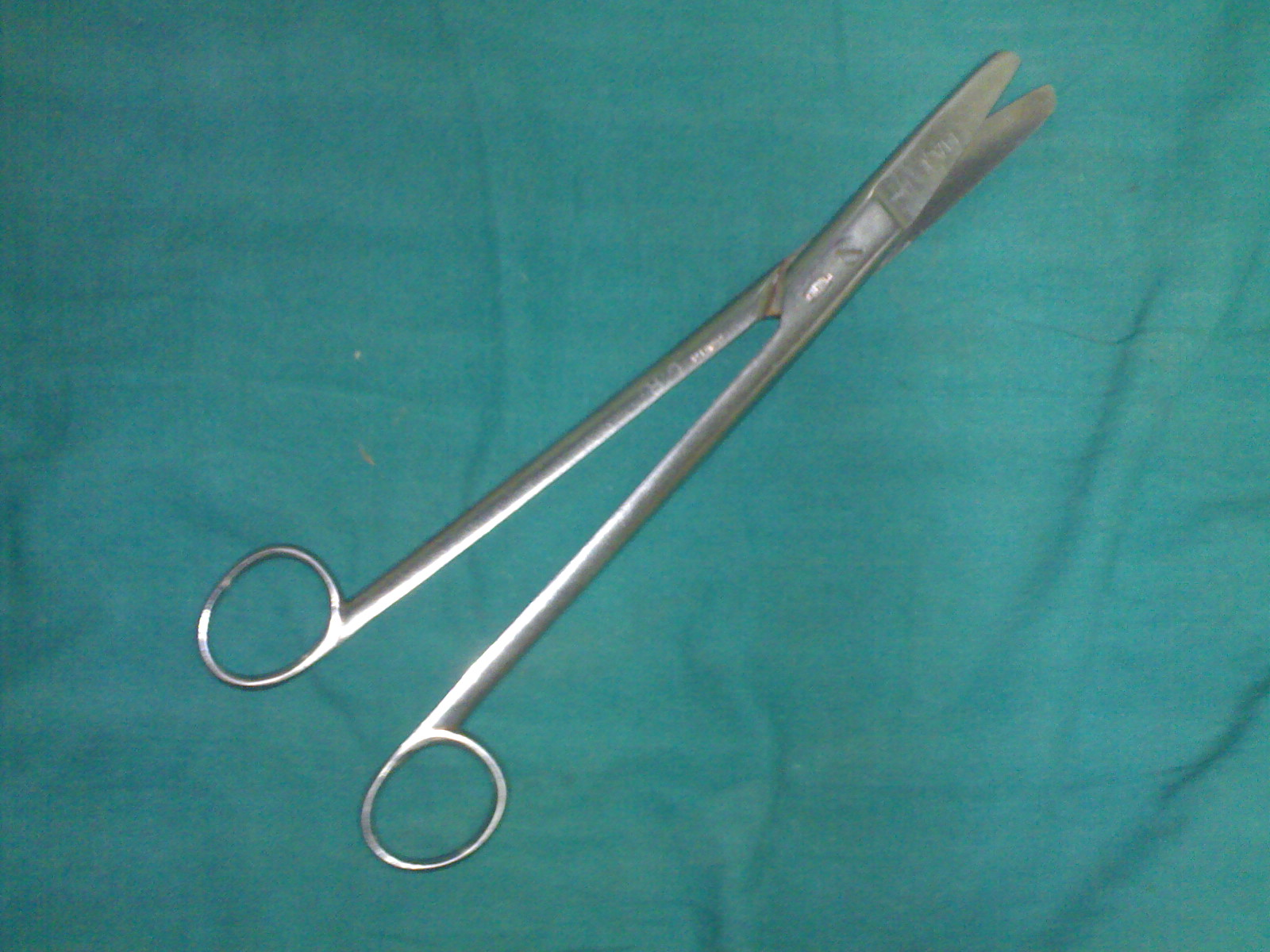
- مقص الجنين.
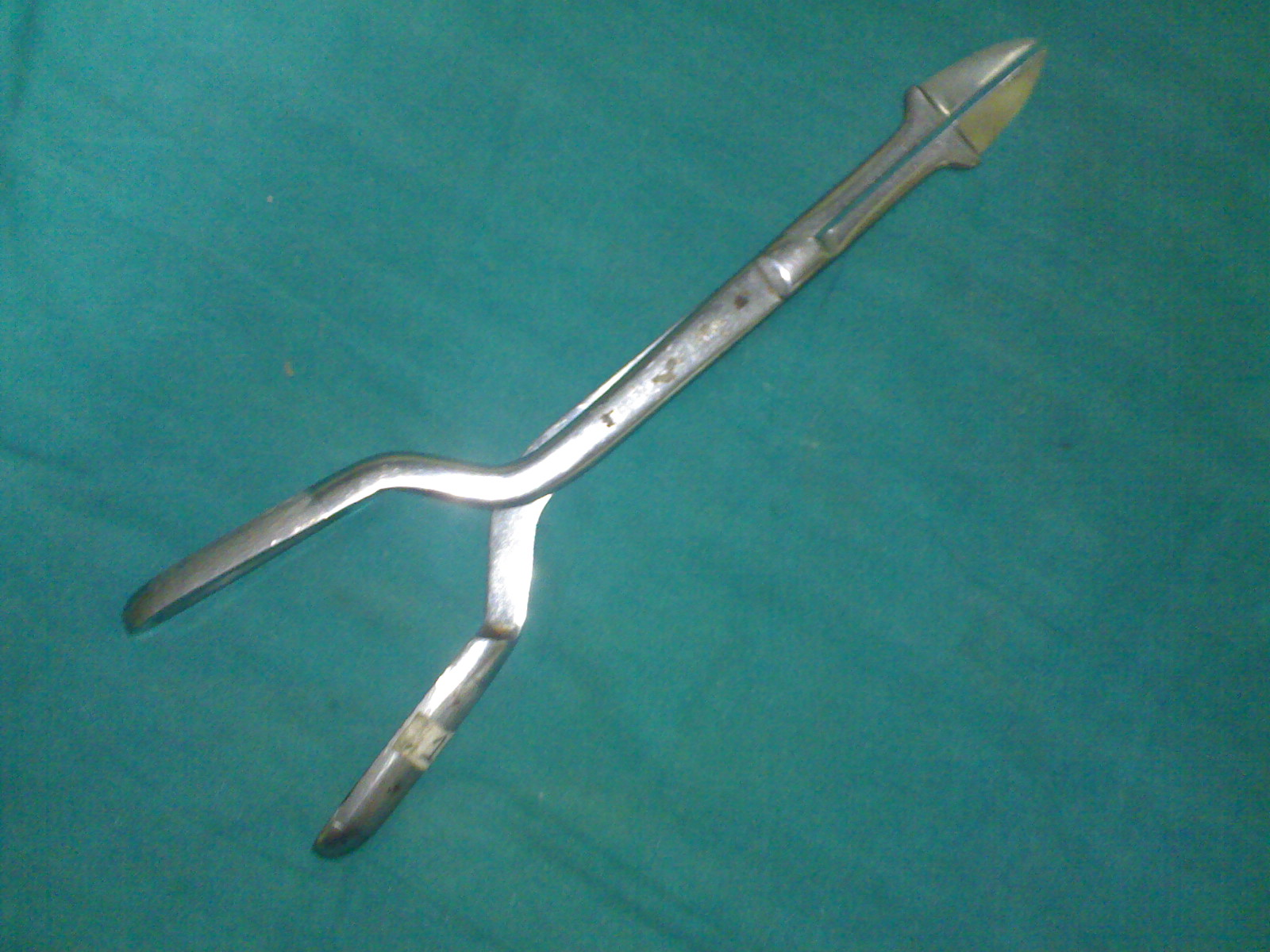
- ثقب أولدهام.
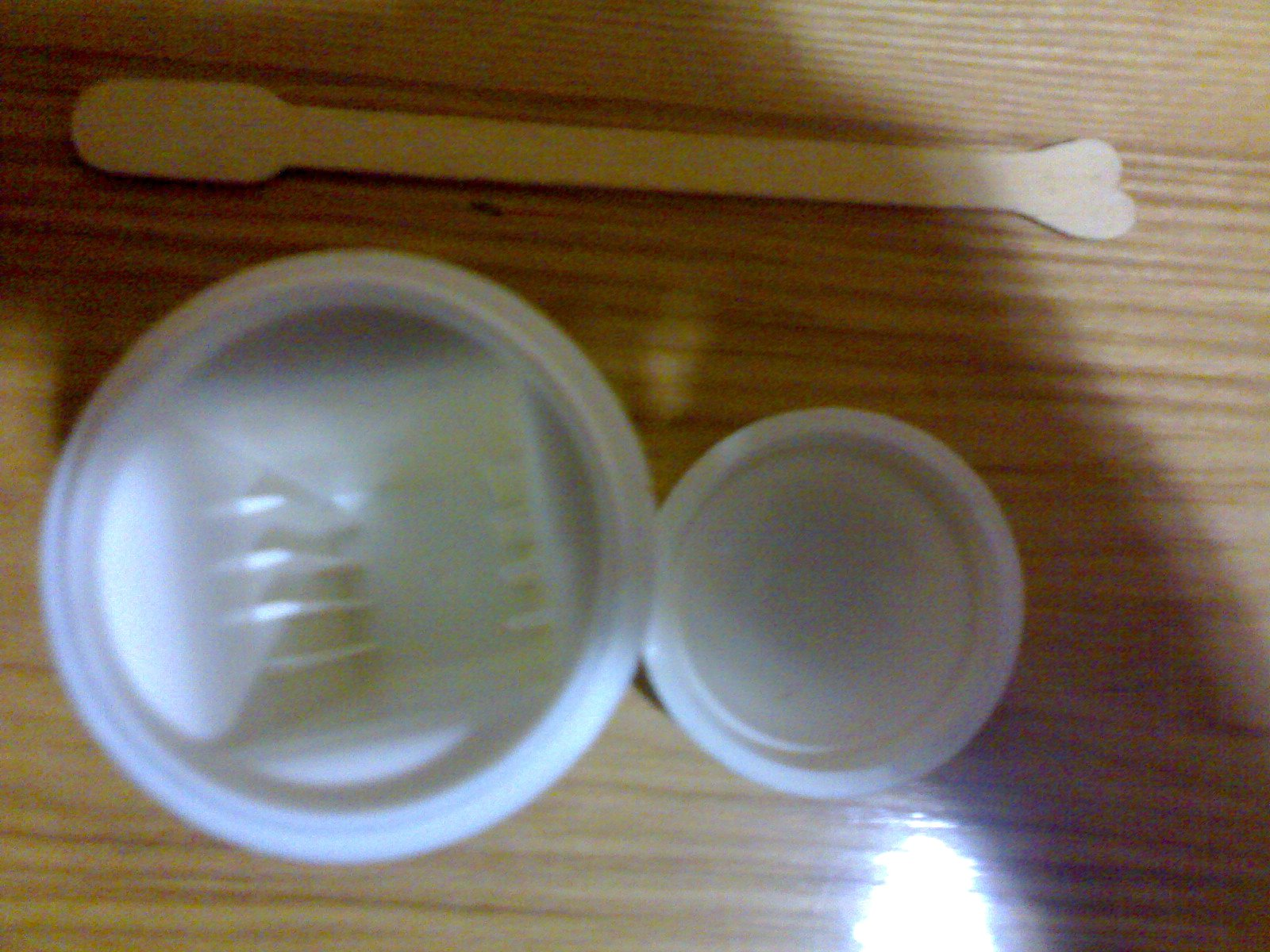
ملعقة Ayre وشريحة ممسكة بزجاجة (مفتوحة) تستخدم من أجل لطاخة بابانيكولاو
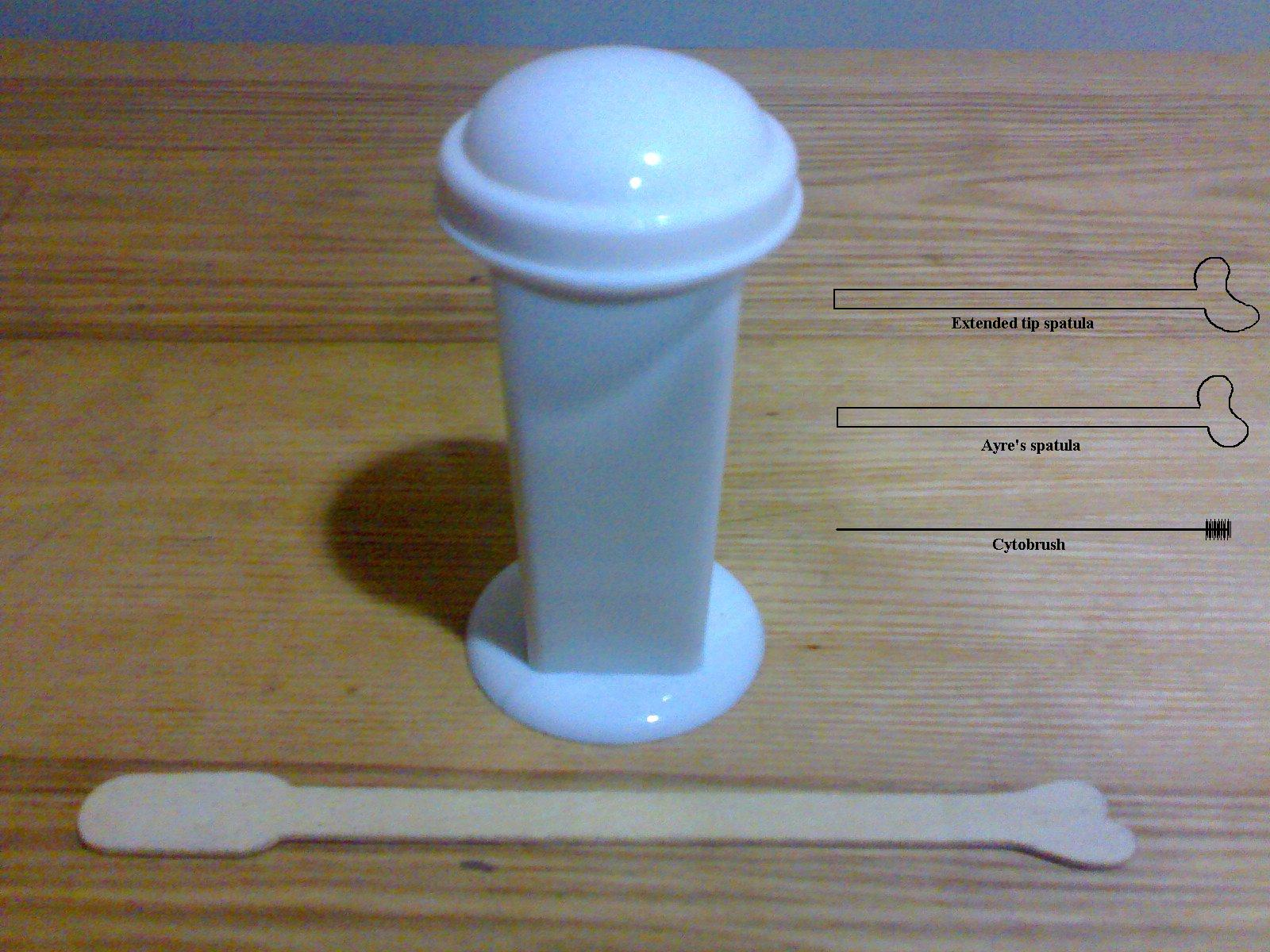
- ملعقة Ayre وشريحة ممسكة بزجاجة - جرة Koplik (مفتوحة) تستخدم من أجل لطاخة بابانيكولاو.
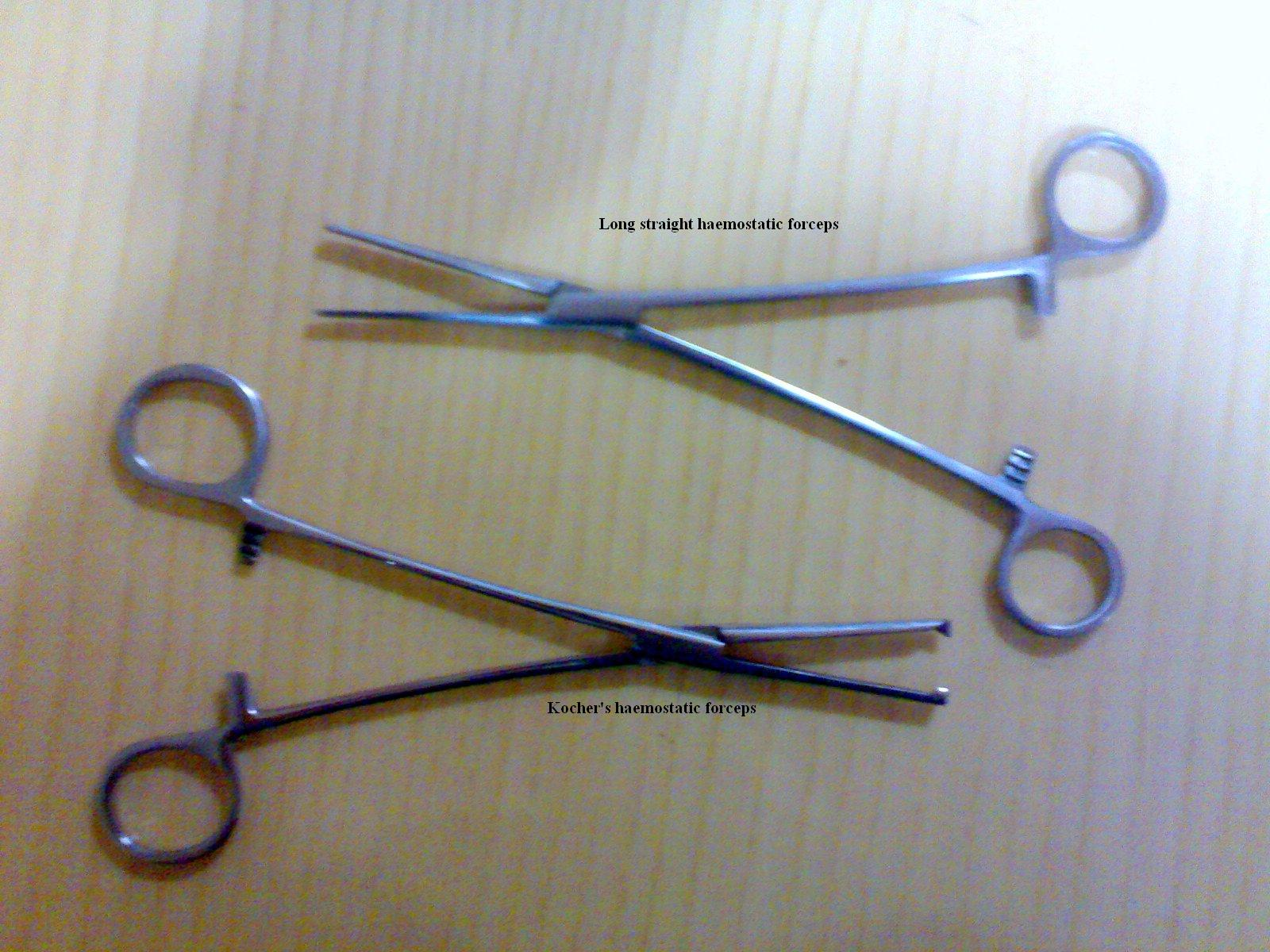
ملقط مرقئ طويل مستقيم على التوالي؛ ملقط مرقئ أقل من كوشير